# CSM Aurul Brad
Clubul Sportiv Municipal Aurul Brad, cunoscut sub numele de Aurul Brad, este un club de fotbal profesionist din Brad, județul Hunedoara, care evoluează în prezent în Liga a IV-a Hunedoara. Echipa a fost afiliată în 1934, sub denumirea Mica Brad și în primii ani de activitate a evoluat în Divizia C sau în campionatele regionale ale României. La Gurabarza, a avut loc primul meci organizat cu o echipă din altă comună. Pe 25 iunie 1933: Mica Brad - Ponorul Vața 5-1. Din lotul brădean făceau parte: Heinrich, Laslău, Sturek, Haiduc, Lucaci, frații Borcsy, Pop, Ieszensky, frații Banciu, Bortoș, Trifu și Aliman.

## Istoria Aurului Brad

### Ascensiunea și perioada de glorie

#### Sezonul 1934-35
Echipa de fotbal Mica Brad a fost afiliată la FRF pe 3 iunie 1934. Mica și-a început activitatea în campionatul regional, transferând jucatori de la alte echipe din țară și reușind să promoveze în Divizia C, la sfârșitul sezonului 1934-1935.
În acea perioadă au fost legitimați la Brad jucătorii: Bortos, Aliman, Mocuta, Taucean, Iancu Asparuh, Fusoi Nicolae, Nedici Gheorghe, Cheresledean, Morwezc Iosif și alții. Primul antrenor al echipei nou formate a fost prof. Barbu, acesta fiind ajutat de antrenorul Alex Popescu (fost internațional).
- 1934-1935. Campionatul regional Hunedoara: locul 1, promovând în Divizia C. Antrenor: Alex Popescu. Formația: Mocuța - Zaslau, Sturek - Trifu, Nedici, Haiduc - Florea, Maier, Aliman, Bortos, Tăucean.

Terenul de la Gurabarza a fost omologat pe 29 iulie 1935.

#### Sezonul 1936-37
Mica Brad a participat la Liga de Vest și a ocupat locul 4 din 10 echipe. Au mai jucat: UDR Reșița, Minerul Lupeni, SSMR Reșița, Electrica Timișoara, Progresul Timișoara, Banatul Timișoara, CSM Lugoj, Olimpia PTT Arad și Politehnica Timișoara. Mica a înregistrat 9 victorii, un egal și 8 eșecuri și a adunat 19 puncte în cele 18 etape.

#### Sezonul 1937-38
Mica Brad s-a clasat pe locul secund în campionatul Diviziei C din sezonul 1937-1938, fiind condusă de pe bancă de antrenorul Unsuld, în vârstă de 29 ani.
- 1937-1938. Divizia C, Liga de Vest, seria a II-a. A ocupat locul 2, cu 22 de puncte din 14 meciuri, după Minerul Lupeni. Antrenori: Unsuld, ajutat de prof. Albescu (Bucuresti). Formația: Mocuta - Fogel, Sturek - Radu, Danila, Fusol, Teodorescu - Maier, Nedici, Taucean, Popa, Bolos.

În Cupa României, a ajuns în optimile de finală, după 2-1 cu ACFR Brașov și 0-6 cu Jiul Petroșani.

#### Sezonul 1938-39
Mica Brad a participat la campionatul Diviziei C și a ocupat primul loc, cu un avans de 10 puncte față de a doua clasată. A avut un golaveraj fabulos: 160-9. Mica a învins-o pe Găiana Arad cu 10-1 în deplasare și 22-0 acasă. A urmat un baraj, la care au participat Mica Brad, Electrica Timișoara, SSM Reșița și Oltenia Craiova.
Rezultate baraj:
- Oltenia - Mica 1-7
- Mica - Oltenia 3-0 (neprezentare)
- Mica - SSM Reșița 5-0
- SSM Reșița - Mica 3-1
- Mica - Electrica 1-0
- Electrica - Mica 2-0

Mica Brad a promovat în Divizia B, având în lot jucători precum Mocuța, Lenghel, Iancu Asparuh, Stureh, Lungu, Teodorescu, Fusoi, Vela, Chereșledean, Popa Virgil, Aliman, Șerban, Pascu, Gherman, Bortoș, Tăucean și Bugariu, antrenați de Iosif Morawecz.

#### Sezonul 1939-40
Mica Brad a terminat pe primul loc în Seria a II-a a Diviziei B, cu 27 de puncte acumulate. Echipa de bază: Mocuța - Iancu Asparuh, David Nicolae - Teodorescu, Fusoi, Vela - Chereșledean, Bîrlea, Pop, Popa Virgil, Pascu.

#### Sezonul 1940-41 de Liga I
În 1940, Mica promovează în Divizia A, profitând de forma excepțională a lui Bazil Marian. De altfel, jucătorul a ajuns la națională în vremea în care juca la Brad. În primul sezon în eșalonul de elită, echipa din Brad se clasează pe locul 5, cea mai bună performanță din istoria clubului. Brădenii au fost depășiți de forțele acelui moment, Unirea Tricolor București, Rapid București, Ripensia Timișoara și Venus București, dar au încheiat sezonul în fața altor nume legendare, precum Sportul Studențesc București, UDR Resița, Gloria Arad, FC Craiova, FC Ploiești, Universitatea Sibiu, Gloria CFR Galați și FC Brăila.
Formația: Mocuta (Pop Alexandru) - Iancu Asparuh, Lungu - Teodorescu, Fusoi, Pascu - Cheresledean, Bazil Marian, Cociuban, Ivanescu, Pop Gheorghe (Bagaianu), Morawecz.
Câteva rezultate:
Mica - FC Craiova 4-2
Mica - Unirea-Tricolor 2-4
Mica - FC Brăila 3-0
UDR Reșița - Mica 3-2
Mica - FC Ploiești 3-1
Mica - Sportul Studențesc București 4-2
Mica - Ripensia Timișoara 3-2
Ripensia Timișoara - Mica 3-4
În sezonul 1941-1942 al Cupei României ajunge până în faza semifinalelor, unde este eliminată de Universitatea Cluj-Sibiu.
Rezultatele din Cupă:
- Optimi: Mica - Minerul Lupeni 3-1
- Sferturi: Mica - Ripensia Timișoara 2-1
- Semifinale: U Cluj-Sibiu - Mica 4-1

### Decăderea și apoi perioada de argint
După Al Doilea Război Mondial, Mica Brad continuă în Divizia B și se clasează pe locul 9, cu 23 de puncte, în sezonul 1946-1947, sub comanda antrenorului Dobra Ștefan.
- În sezonul 1947-1948, echipa brădeană a ocupat locul 3. În lot erau: Remus Moraru, Stan, Fusoi, Duna, Lungu, Staron, Tigu, Anisie, Chereșledean, Ometa, Rok.
- În sezonul 1948-1949 a avut loc o altă reorganizare a Diviziei B, cu echipele împărțite în două serii. Mica a evoluat în Seria II și a ocupat poziția a șasea. L. Raffiusky a fost antrenorul formației din care făceau parte Mocuța, Tensler, Guran, Fusoi, Hellstein, Duna, Dobîrcău, Tăucean, Isac, Petrean, Eleș, Morawetz, Szabo și Berindeanu.

Între 1947 și 1956, echipa a activat în campionatul regiunii Hunedoara, și-a schimbat numele în Metalul Brad (1949), apoi în Progresul Brad (1951) și a promovat în Divizia C, în anul 1956.
- În campionatul 1950, Mica Brad a înregistrat doar o victorie și 5 remize în 22 de etape și a retrogradat în campionatul regional.
- În 1957, echipa evoluează în Divizia C sub numele de Aurul Brad.
- 1957-1958. Divizia C, seria a III-a, locul 4 cu 26 de puncte, după Știința Craiova, Unirea Râmnicu Vâlcea și Metalul Oțelul Roșu. Antrenori: Gain și Aliman. Jucători: Ciuntu - Man - Petrescu, Dianowski, Marina Ioan, Marina Aurel, Duna, Ene Paul, Kheill, Holbos, Sleth
- 1958-1959. Divizia C, seria a VI-a, locul 3 cu 23 de puncte, după Metalul Oțelul Roșu (25 de puncte) și Drobeta Turnu Severin (25 de puncte). Antrenor: Gain. În lot jucau: V. Zamfir, A. Dănciulescu, N. Voinescu, N. Petrescu, M. Ivan, I. Manole, P. But, Ad. Grisz, Gh. Manea, V. Dobîrcău, Gh. Stoia, E. Schllet, G. Dianovschi, S. Rădiță, T. Petran, A. Schloter, D. Murzacu.

Aurul Brad obține o nouă performanță deosebită în Cupa României, ajungând în sferturile competiției KO din sezonul 1958-1959. Aurul ratează calificarea în semifinale după un meci disputat la Arad, cu Rapid București, dar anul următor câștigă Divizia C, barajul de la Ploiești și promovează în Divizia B. Antrenor: Reinhardt.
Brădenii rezistă în Divizia B doar un sezon (1960-1961). În perioada 1963-1966, antrenorul Ladislau Băcuț încearcă să formeze o echipă tânără, printre fotbaliștii de la Aurul fiind Poszler, Mercea, Wolf, Anton, Vlad, Păiușan, Bruchental, Gergely, Boboc, Titirici, Chițu, Bacrov, Szilagy, Tască, Roman, Tuțulan, Circo, Golda și Faur.
- În sezonul 1965-1966, a jucat în Campionatul regional, Regiunea Hunedoara: locul 2 din 14 echipe, după Aurul Zlatna, care a promovat.
- În sezonul 1966-1967, Aurul a câștigat campionatul regional, cu 40 de puncte din 26 de meciuri. Știința Petroșani a terminat pe locul 2, cu 39 de puncte. La baraj, Aurul a câștigat acasă, 1-0 cu UM Timișoara, dar a pierdut cu 2-0 în deplasare.
- În sezonul 1967-1968, Aurul Brad a terminat campionatul regional pe locul 2, după Aurul Zlatna. Datorită reorganizării fotbalistice, prin care s-au creat 8 serii de 16 echipe în Divizia C, Aurul a promovat în eșalonul al treilea. Din lot făceau parte Poszler, Vlad (portari), Rusu, Mignea, Circo, Wolf, Stănilă (fundași), Toth, Kenesz, Halja (mijlocași), Faur, Bodea, Schlett, Meszaros, Breda, Popescu (atacanți).
- În sezonul 1968-1969, Aurul a terminat pe locul 4 în Seria VI, cu 33 de puncte după 30 de etape. Știința Petroșani, Aurul Zlatna și Metalul Copșa Mică s-au clasat în fața brădenilor.
- În sezonul 1969-1970, Aurul a evoluat în Seria VI și s-a clasat pe locul 12, cu 29 de puncte în 30 de etape.
- În sezonul 1970-1971, evoluând în Seria VI, Aurul Brad a ocupat locul 7 la final, cu 31 de puncte.
- în sezonul 1972 – 1973 în seria Valea Mureșului (mai era și Valea Jiiului, cu 10 echipe) a activat Aurul Brad II (echipa secundă), locul 11 din 16 echipe.
- În vara anului 1973, s-a inaugurat complexul sportiv din Brad, invitată de onoare fiind UTA.
- În sezonul 1974-1975, Aurul termină pe locul 3 în Divizia C. La echipă vin apoi Ghiță, Bogdan și Gheorghe Petrișor.
- 1974-1975. Divizia C, locul 3. Antrenori: Teodor Pop și Aliman. Jucători: Riscuta, Cimpeanu, Guran, Ghita, Stoica Romeo, Iezan, Faur, Circu Marin, Kenesz, Grigore, Gabor, Goea, Ștefan, Golcea, Chitac, Golda, Sortan.
- În sezonul următor, 1975-1976, Aurul Brad promovează iarăși în Divizia B. Bucuria succesului și revenirii, după 15 ani în liga secundă, e sărbătorită la capătul meciului din penultima etapă, câștigat pe teren propriu cu Minerul Ghelari, scor 3-2.

Cu sprijinul celor 8.000 de membri cotizanți, Aurul Brad transferă jucători importanți din țară, dar dispune și de munca centrului de copii și juniori condus de Ioan Aliman, cel care s-a dăruit clubului mai bine de 35 ani din viață.
Aurul Brad traversează 10 ani foarte buni în Divizia B, ocupând în fiecare ediție o poziție în prima jumătate a clasamentului. Cea mai bună clasare e locul 3 din sezonul 1981-1982, când Aurul termină în spatele celor de la FC Bihor Oradea și FC Baia Mare.
- 1976-1977. Divizia B. Antrenor: prof. Dumitru Borcau. Jucători: Ghita, Birau, Sortan, Naghy, Petrica, Ceausu, Moraru, Stinga, Riscuta, Gabor, Golcea, Petrisor, Chitac, Topor
- 1978-1979. Divizia B. Antrenori: Ladislau Vlad si Mihai Toth. Jucători: Buciuman, Petrică, Moraru, Faur, Giurgiu, Rusu, Riscuta, Ceausu, Stinga, Iga, Petrișor, Stoica, Klein, Sortan, Golda, Rudisuli, Ghiță, Șchiopu.
- 1979-1980. Divizia B. Antrenori: Ladislau Vlad și Mihai Toth. Jucători: Rudisuli, Șortan, Adam (portari), Buciuman, Oncu, Rusu, Stan, Moraru, Faur, Șchiopu, Moț, Mateș (fundași), Georgescu, Stîngă, Muia, Dubunciuc (mijlocași), Petrișor, Murar, Ghiță, Golda, Stoica, Nan (atacanți).

Printre jucătorii formației galben negrilor din acea perioadă îi mai amintim pe Rudisuli, Faur, Buciuman, Ceausu, Nan, Dubinciuc, Mircea Murar, Gheorghe Gheorghe, Mierla, Michael Misa Klein, Tirchineci, Ormenisan, Liviu Giurgiu, Oncu, Petrisor, Ghita, Ionut Popa sau Zoltan Crisan (antrenor-jucător). Pe banca tehnică au trecut nume ca Dumitru Borcau, Ladislau Vlad, Mihai Toth sau profesorul Ion V. Ionescu, cunoscut ca și Jackie Ionescu.
- La finalul sezonului 1986-1987, Aurul retrogradează din Divizia B. Ultima participare în liga secundă se înregistrează în sezonul 1990-1991.
- Aurul Brad cade în Divizia C în 1991, iar anul următor își schimbă numele în AS Armata Aurul Brad. Din păcate, problemele financiare au dus la retrogradarea în Liga 4 în 2005.
- Sezon 2008–2009: locul 2 din 15 echipe
- Sezon 2009–2010: locul 2 din 16 echipe
- Sezon 2010–2011: locul 4 din 16 echipe
- Sezon 2011–2012: locul 2 din 17 echipe
- Sezon 2012–2013: locul 7 din 18 echipe
- Sezon 2013–2014: locul 9 din 16 echipe
- Sezon 2014–2015: locul 7 din 15 echipe
- Sezon 2015–2016: locul 5 din 14 echipe
- Sezon 2016–2017: locul 6 din 12 echipe
- Sezon 2017–2018: locul 7 din 15 echipe
- Sezon 2018–2019: locul 4 din 12 echipe
- Sezon 2019–2020: locul 3 din 11 echipe
- Sezon 2020–2021: locul 1 din 10 echipe, a promovat după barajul cu Fortuna Becicherecu Mic (Timiș) 3–1, 2–2

### Încercarea de revenire în eșaloanele naționale
În 2009, echipa de juniori a câștigat titlul de campioană a Hunedoarei. 2011 este anul în care Aurul Brad s-a impus în Cupa României, faza județeană, după o finală cu Aurul Certej, terminată la loviturile de departajare.

#### Cupa României 2012-2013
Aurul Brad a câștigat Cupa României, faza pe județ, în sezonul 2012-2013. În finala jucată la Simeria, formația antrenată de Alin Gomoi a învins-o pe Retezatul Hațeg cu 1-0, după autogolul lui Simoneac. Aurul a jucat cu: Robciuc - Lup, Bănărescu, Polvrea, Mihăilă (90 Lupea) - Ciocan, Almășan, Leaha, Cristea (64 Bisorca) - Miclean (82 Gomoi), Cornea (25 Vurdea).

#### Supercupa Hunedoarei 2013
Prima ediție a Supercupei Hunedoarei le-a opus pe Aurul Brad, câștigătoarea Cupei, și Universitatea Petroșani, echipa care a luat titlul în Liga a IV-a Hunedoara. "Galben-negrii" s-au impus cu 1-0, prin reușita semnată de Codruț Mihăilă, dintr-o lovitură liberă. Cristian Robciuc a fost desemnat omul meciului. Aurul a început cu: Robciuc - Lup, Bănărescu, Filipaș, Miclean - Nedea, Almășan, Leaha, Bisorca - Vurdea, Rotariu.

## Rezultate din campionat

#### Mica Brad în sezonul 1936-1937
Divizia C 
- Olimpia Arad - Mica 6-1 (Tăucean)

#### Mica Brad în sezonul 1937-1938
Liga de Vest
- Mica Brad - Lonea 4-1 (Catrin, Aliman, Bartosi / Vuia)

#### Mica Brad în sezonul 1942-1943
- Politehnica Timișoara - Mica Brad 5-0. Formația: Pop - Gherman, Lungu - Fusoi, Guran, Chereșledean, Ivănescu - Iancu - Ometa - Băgăianu.

#### Aurul Brad în sezonul 1948-1949
Divizia B / Seria 2 / Locul 6
- Etapa 5: Aurul Brad - Industria Sârmei 2-1
- Etapa 6: Aurul Brad - CFR Satu Mare 3-2
- Etapa 7: Aurul Brad - CFR Arad 1-0
- Etapa 8: Dermata Cluj - Aurul Brad 3-0
- Etapa 9: Aurul Brad - CFR Oradea 1-0 (Isac 66)
- Etapa 10: Aurul Brad - CFR Turnu Severin 1-1
- Etapa 11: Minerul Lupeni - Aurul Brad 1-1
- Etapa 12: Aurul Brad - Dinamo B București 0-1
- Etapa 13: Solvay - Aurul Brad 2-0
- Etapa 14: Aurul Brad - CAMT 1-0
- Etapa 15: Șurianul Sebeș - Aurul Brad 2-2 (Siko, Ometa)
- Etapa 16: Aurul Brad - Metalochimic 1-1 (Vigu)
- Etapa 17: FC Baia Mare - Aurul Brad 1-0
- Etapa 18: Aurul Brad - Industria Sârmei 1-0 (Morawecz)
- Etapa 19: CFR Satu Mare - Aurul Brad 3-0
- Etapa 20: CFR Arad - Aurul Brad 0-0
- Etapa 21: Aurul Brad - Dermata Cluj 3-1
- Etapa 22: CFR Oradea - Aurul Brad 1-1
- Etapa 23: CFR Turnu Severin - Aurul Brad 0-0
- Etapa 24: Aurul Brad - Minerul Lupeni 0-5
- Etapa 25: Dinamo B București - Aurul Brad 15-0
- Etapa 26: Aurul Brad - Soda  Uioara 5-1
- Cupa României: Aurul Brad - SSC Arad 1-2
- Amical: Aurul Brad - Selecționata Deva 4-1 (Berindea, Popa, Isac 2 / Anisie)

#### Aurul Brad în sezonul 1949-1950
Cupa de toamnă / Grupa II
- Aurul Brad - CFR Satu Mare 1-3
- CSUT - Aurul Brad 1-0
- Aurul Brad - CSU Cluj 0-2
- UTA - Aurul Brad 2-0 (Petchowski 2)
- CFR Oradea - Aurul Brad 5-0 (Cricitoriu 2, Viland, Boroș, Guran - aut / 2 eliminați: Ometa, Iancu)
- Aurul Brad - CFR Oradea 0-3
- CFR Satu Mare - Aurul Brad 2-0 (Covaci, Rigo)
- Aurul Brad - CSUT 0-1 (Sinevici)
- CSU Cluj - Aurul Brad 3-0 (Rădulescu, Covaci, Biolan)

#### Aurul (Metalul) Brad în sezonul 1950
Divizia B / Seria 2 / Locul 12
- Etapa 1: Metalul Câmpia Turzii - Metalul Brad 2-2 (Ardeleanu, Morij / Dobârcău, Isac)
- Etapa 2: Metalul Brad - Partizanul Mediaș 2-3
- Etapa 3: CSU Cluj - Metalul Brad 7-1 (Luiz 2, Zehan 2, Copil, Avram, Cristea - pen. / Isac)
- Etapa 4: Metalul Brad - Locomotiva Arad 2-2 (Isac 2 / Eleș 2)
- Etapa 5: Partizanul Lupeni - Metalul Brad 3-0
- Etapa 6: Metalul Brad - Metalul Baia Mare 0-1 (Dallos 62)
- Etapa 7: Locomotiva Cluj - Metalul Brad 5-1 (Chirilă 2, Coracu 2, Staron - pen. / Staron - aut.)
- Etapa 8: Metalul Brad - Locomotiva Oradea 0-2 (Boroș 77 și 87)
- Etapa 9: Metalul Brad - Metalul Oțelul Roșu 1-2 (Ometa / Birău 2)
- Etapa 10: Locomotiva Satu Mare - Partizanul Brad 1-2
- Etapa 12: Metalul Brad - Metalul Câmpia Turzii 1-4
- Etapa 13: Partizanul Mediaș - Metalul Brad 3-0
- Etapa 14: Metalul Brad - CSU Cluj 1-1
- Etapa 15: Locomotiva Arad - Metalul Brad 2-1
- Etapa 16: Metalul Brad - Partizanul Lupeni 0-1 (Putz)
- Etapa 17: Metalul Baia Mare - Metalul Brad 3-0
- Etapa 18: Metalul Brad - Locomotiva Cluj 0-4
- Etapa 19: Locomotiva Oradea - Metalul Brad 0-0
- Etapa 20: Metalul Brad - Locomotiva Satu Mare 0-0
- Etapa 22: Metalul Brad - CSA Cluj 0-4

#### Aurul Brad în sezonul 1957-1958
Categoria C / Seria 3
- Etapa 1: Progresul Brad - Flamura Roșie 7 Nov Arad 3-1
- Etapa 2: Energia 14 - Progresul Brad 1-1
- Etapa 3: Progresul Brad - Energia Craiova 3-1
- Etapa 4: Energia 108 - Progresul Brad 0-0
- Etapa 5: Progresul Brad - Energia Târgu Jiu 5-1
- Etapa 6: Progresul Brad - Energia Oțelul Roșu 4-0
- Etapa 7: Energia 3 Reșița - Progresul Brad 1-0
- Etapa 8: Energia Constructorul Arad - Progresul Brad
- Etapa 9: Progresul Brad - Știința Craiova 2-1
- Etapa 10: Progresul Brad - Progresul Corabia 2-1
- Etapa 11: Flamura Roșie Râmnicu Vâlcea - Progresul Brad 2-2
- Etapa 12: Locomotiva Turnu Severin - Progresul Brad 1-1 (Firu / Manea)
- Etapa 13: Energia Constructorul Arad - Progresul Brad - nu s-a disputat

PROGRESUL BRAD ȘI-A SCHIMBAT NUMELE ÎN AURUL BRAD
- Etapa 13: Indagrara Arad - Aurul Brad 0-0
- Etapa 14: Aurul Brad - Flacăra Orăștie 3-0 (oaspeții suspendați un meci)
- Etapa 15: Rovine Grivița Craiova - Aurul Brad 1-0 (Ardeleanu)
- Etapa 16: Aurul Brad - UM Cugir 1-1
- Etapa 17: Flacăra Târgu Jiu - Aurul Brad 2-1
- Etapa 18: Metalul Oțelul Roșu - Aurul Brad 1-1
- Etapa 19: Aurul Brad - Olimpia Reșița 2-1
- Etapa 20: Aurul Brad a stat
- Etapa 21: Știința Craiova - Aurul Brad 3-0
- Etapa 22: Dunărea Corabia - Aurul Brad 2-0
- Etapa 23: Aurul Brad - Feroviarul Craiova 2-1 (Manea, Petreanu / Cireșu)
- Etapa 24: Unirea Râmnicu Vâlcea - Aurul Brad 4-1 (Anescu, Baboe, Apostol, Popescu / Manea)
- Etapa 25: Aurul Brad - CFR Turnu Severin 2-0
- Amical: Aurul Brad - Corvinul Hunedoara 1-3 (Manea 86 / Voinescu 47, Zapis 59, Balint 85)
- Amical Cupa Minerul: Aurul Brad - Dinamo Craiova 1-2
- Amical: Progresul Brad - CS Sibiu 8-1

#### Aurul Brad în sezonul 1958-1959
Categoria C / Seria 6
- Etapa 1: CFR Turnu Severin - Aurul Brad 2-1
- Etapa 2: Aurul Brad - UM Cugir 1-0
- Etapa 3: Metalul Oțelul Roșu - Aurul Brad 2-1
- Etapa 4: Aurul Brad - Olimpia Reșița 5-2
- Etapa 5: Aurul Brad - Indagrara Arad 4-2
- Etapa 6: CFR Simeria - Aurul Brad 1-0
- Etapa 7: Aurul Brad - Flacăra Târgu Jiu 2-1
- Etapa 8: Unirea Râmnicu Vâlcea - Aurul Brad
- Etapa 9: Metalul Bocșa Romînă - Aurul Brad 1-0
- Etapa 10: Aurul Brad - Drobeta Turnu Severin 3-0
- Etapa 11: UM Cugir - Aurul Brad 1-2
- Etapa 12: Aurul Brad - Metalul Oțelul Roșu 4-2
- Etapa 13: Olimpia Reșița - Aurul Brad 3-0
- Etapa 15: Aurul Brad - CFR Simeria 2-1 (Voinescu 30, Schlett 59 / Găman 76)
- Etapa 16: Flacăra Târgu Jiu - Aurul Brad 2-2
- Etapa 17: Aurul Brad - Șantierul Govora 6-0 (Voinescu 3, Belciulescu 2, Murzacu)
- Etapa 18: Aurul Brad - Metalul Bocșa Romînă 5-1
- Baraj pentru Categoria B: Aurul Brad - Textila Sf. Gheorghe 1-2 (Murzacu 80 / Csinta 5, Selymes 69)
- Baraj pentru Categoria B: Aurul Brad - Recolta Carei 1-1 (Voinescu 88 / Nagy 18)
- Cupa României: Dacia Orăștie - Aurul Brad 2-3 (Gavrilă 16 și 87 - pen. / Schlett 45 și 55, Manea 102)
- Cupa României: Jiul Petroșani - Aurul Brad 2-2 (Crăciun 7, Ciurdărescu 44 / Schlett 66, Murzacu 67)
- Cupa României: Jiul Petroșani - Aurul Brad 0-0 (s-a calificat Aurul, echipă de categorie inferioară)
- Cupa României: Minerul Aninoasa - Aurul Brad 1-2 (Golgociu 46 - pen. / Murzacu 22, Voinescu 54)
- Cupa României: Rapid București - Aurul Brad 3-0 (Georgescu 22, Neamțu 60, Copil 66)
- Amical: AMEFA Arad - Aurul Brad 2-2 (Negrău, Izdrăilă / Dănciulescu, Voinescu)
- Amical: Aurul Brad - Corvinul Hunedoara 6-1 (Manea 2, 27 și 75, Murzacu 3, Dănciulescu 5, Petrean 83 / Belea 70)
- Amical: Aurul Brad - UTA 3-2 (Murzacu, Manea, Dănciulescu / Țîrlea, Sereș)
- Amical: Șantierul Hunedoara - Aurul Brad 3-2
- Amical: Aurul Brad - Minerul Lupeni 1-0

#### Aurul Brad în sezonul 1959-1960
Campionatul regional Hunedoara / Seria 2
- Surianul Petrești - Aurul Brad 0-6
- Finala / tur: Minerul Aninoasa - Aurul Brad 3-3
- Finala / retur: Aurul Brad - Minerul Aninoasa 4-0
- Baraj pentru Categoria B: Minerul Oravița - Aurul Brad 3-3 (Rădulescu 3 și 52, Sporea 67 / Murzacu 22 - pen., Mihalache 66, Dula 85)
- Baraj pentru Categoria B: Aurul Brad - Chimia Govora
- Baraj pentru Categoria B: Aurul Brad - Electroputere
- Amical: Aurul Brad - UTA 1-3 (Dula 9 / Petescu 38, Pîrcălab 88 și 89)

#### Aurul Brad în sezonul 1960-1961
- Etapa 1: Aurul Brad - CSM Baia Mare 3-2 (Pripas 15 și 49, Mihalache 75 / Ujvari 37, Gergely 77 - pen.)
- Etapa 2: CSM Cluj - Aurul Brad 1-0 (Treabă 21)
- Etapa 3: Recolta Carei - Aurul Brad 1-1 (Pavlovici 21 / Pripas 74)
- Etapa 4: Aurul Brad - CS Oradea 0-1 (Szakacs I 78)
- Etapa 5: Aurul Brad - CS Mureșul Târgu Mureș 1-2 (Murzacu 36 / Selymesi 2 și 5)
- Etapa 6: Dinamo Săsar - Aurul Brad 2-1 (Toma 16 și 64 / Petreanu 14)
- Etapa 7: Gloria Bistrița - Aurul Brad 2-1 (Copil 60, Stan 75 / Dulă 80)
- Etapa 8: Aurul Brad - Industria Sârmei Câmpia Turzii 0-0
- Etapa 9: Aurul Brad - AMEFA Arad 0-1 (Papiu 30)
- Etapa 10: CFR Timișoara - Aurul Brad 6-1 (Ionescu 7 și 27, Bălan 49 și 88, Dragoș 53, Manciu 75 / Dulă 35)
- Etapa 11: Aurul Brad - Jiul Petroșani 0-2 (Cosmoc 59, Ciurdărescu 80)
- Etapa 12: CSM Reșița - Aurul Brad 2-0 (Pătrașcu 33 și 62)
- Etapa 13: Aurul Brad - Arieșul Turda 0-0
- Cupa României: Minerul Deva - Aurul Brad 2-3
- Amical: Corvinul Hunedoara - Aurul Brad 7-1 (Radu Tudor 2, Zapis 4, Vadany / Pripas - pen.)
- Amical: Aurul Brad - Corvinul Hunedoara 1-2 (Murzacu / Radu Tudor, Constantinescu)

#### Aurul Brad în sezonul 1964-1965
- Amical: Aurul Brad - UTA 2-4 (Schlett 5, Silaghi 73 / Donciu 8, Floruț 23, Axente 73, Chivu 86)

#### Aurul Brad în sezonul 1965-1966
- Amical: UTA - Aurul Brad 3-1 (Pantea, Donciu, Țîrlea)

#### Aurul Brad în sezonul 1966-1967
Campionatul regional Hunedoara / Locul 1
- Aurul Brad - IGO Deva 1-0
- Aurul Brad - Minerul Teliuc 1-0
- Cupa României: Aurul Brad - Mureșul Deva 0-3

#### Aurul Brad în sezonul 1967-1968
Campionatul regional Hunedoara 
- Șurianul Săsciori - Aurul Brad 1-3
- Aurul Brad - Energia Gurabarza 10-2
- Baraj pentru Categoria C / tur: Aurul Brad - UM Timișoara 1-0
- Baraj pentru Categoria C / retur: UM Timișoara - Aurul Brad 2-0

#### Aurul Brad în sezonul 1968-1969
Divizia C / Seria 6 / Locul 4
- Etapa 1: Aurul Brad - Minerul Ghelari 3-0
- Etapa 2: Aurul Zlatna - Aurul Brad 7-1
- Etapa 3: Aurul Brad - Mureșul Deva 3-2
- Etapa 4: Minerul Baia de Arieș - Aurul Brad 0-1
- Etapa 5: Metalul Copșa Mică - Aurul Brad 2-1
- Etapa 6: Aurul - Mureșul Luduș 2-0 (Beraru 20 - aut., Breda 57 - pen.)
- Etapa 7: Tehnofrig Cluj - Aurul Brad 2-0
- Etapa 8: Soda Ocna Mureș - Aurul Brad 5-0
- Etapa 9: Aurul Brad - Arieșul Câmpia Turzii 1-0
- Etapa 10: Aurul Brad - Victoria Călan 1-1 (Bodea 71 / Soos 51)
- Etapa 11: ASA Sibiu - Aurul Brad 1-0
- Etapa 12: Aurul Brad - Metalul Aiud 3-2
- Etapa 13: Arieșul Turda - Aurul Brad 0-0
- Etapa 14: Știința Petroșani - Aurul Brad 3-1
- Etapa 15: Aurul Brad - Progresul Sibiu 3-0
- Etapa 16: Minerul Ghelari - Aurul Brad 2-1
- Etapa 17: Aurul Brad - Aurul Zlatna 1-0
- Etapa 18: Mureșul Deva - Aurul Brad 1-1
- Etapa 19: Aurul Brad - Minerul Baia de Arieș 1-0
- Etapa 20: Aurul Brad - Metalul Copșa Mică
- Etapa 21: Mureșul Luduș - Aurul Brad 3-1
- Etapa 22: Aurul Brad - Tehnofrig Cluj 1-0
- Etapa 23: Aurul Brad - Soda Ocna Mureș 3-1
- Etapa 24: Arieșul Câmpia Turzii  - Aurul Brad
- Etapa 25: Victoria Călan - Aurul Brad 2-0
- Etapa 26: Aurul Brad - ASA Sibiu 0-1
- Etapa 27: Metalul Aiud - Aurul Brad 2-0
- Etapa 28: Aurul Brad - Arieșul Turda 1-0
- Etapa 29: Aurul Brad - Știința Petroșani 3-1
- Etapa 30: Progresul Sibiu - Aurul Brad 3-0
- Amical: AS Cugir - Aurul Brad 7-1

#### Aurul Brad în sezonul 1969-1970
Divizia C / Seria 6 / Locul 11
- Etapa 1: Mureșul Deva - Aurul Brad 4-1
- Etapa 2: Aurul Brad - Știința Petroșani 3-2
- Etapa 3: Aurul Brad - Minerul Ghelari 2-1
- Etapa 4: ASA Sibiu - Aurul Brad 1-0
- Etapa 5: Aurul Brad - Arieșul Câmpia Turzii 1-0
- Etapa 6: Minerul Baia de Arieș - Aurul Brad 2-1
- Etapa 7: Aurul Brad - Soda Ocna Mureș 2-1
- Etapa 8: Industria Sârmei Câmpia Turzii - Aurul Brad 2-0
- Etapa 9: Aurul Brad - Minaur Zlatna 1-1
- Etapa 10: Victoria Călan - Aurul Brad 2-0
- Etapa 11: Aurul Brad - Minerul Teliuc 2-1
- Etapa 12: Tehnofrig Cluj - Aurul Brad 2-0
- Etapa 13: Aurul Brad - Independența Sibiu 0-1
- Etapa 14: Arieșul Turda - Aurul Brad 2-1
- Etapa 15: Aurul Brad - Minerul Aiud 2-0
- Etapa 16: Aurul Brad - Mureșul Deva 2-0 (Breda 66, Ștefan 76)
- Etapa 17: Știința Petroșani - Aurul Brad 2-0
- Etapa 18: Minerul Ghelari - Aurul Brad 1-0
- Etapa 19: Aurul Brad - ASA Sibiu 1-0
- Etapa 20: Arieșul Câmpia Turzii - Aurul Brad 1-0
- Etapa 21: Aurul Brad - Minerul Baia de Arieș 6-0
- Etapa 22: Soda Ocna Mureș - Aurul Brad 1-0
- Etapa 23: Aurul Brad - Industria Sârmei Câmpia Turzii 1-0
- Etapa 24: Minaur Zlatna  - Aurul Brad 1-0
- Etapa 25: Aurul Brad - Victoria Călan 2-0
- Etapa 26: Minerul Teliuc - Aurul Brad 1-0
- Etapa 27: Aurul Brad - Tehnofrig Cluj 4-0
- Etapa 28: Independența Sibiu - Aurul Brad
- Etapa 29: Aurul Brad - Arieșul Turda 4-1
- Etapa 30: Minerul Aiud - Aurul Brad 4-1
- Cupa României: Gloria Arad - Aurul Brad 2-0

#### Aurul Brad în sezonul 1970-1971
Divizia C / Seria 6 / Locul 7
- Etapa 1: Aurul Brad - Independența Sibiu 0-1
- Etapa 2: Victoria Călan - Aurul Brad 1-0
- Etapa 3: Aurul Brad - Soda Ocna Mureș 6-2 (Kenesz 9, 43, 83 și 87, Moșoni 44, Toth 49 / Sanislav 4, Suciu 60)
- Etapa 4: Minaur Zlatna - Aurul Brad 5-0
- Etapa 5: Mureșul Deva - Aurul Brad 1-0
- Etapa 6: Aurul Brad - Metalul Aiud 1-0 (Golcea 48)
- Etapa 7: ASA Sibiu - Aurul Brad 1-0
- Etapa 8: Chimica Târnăveni - Aurul Brad 2-0
- Etapa 9: Aurul Brad - Minerul Teliuc 1-0 (Golcea 65)
- Etapa 10: Minerul Ghelari - Aurul Brad 3-0 (Pîrvu 7, 70 și 75)
- Etapa 11: Aurul Brad - Industria Sârmei Câmpia Turzii 2-1 (Kenesz 40 și 75 / Mikel 76)
- Etapa 12: Aurul Brad - Metalul Copșa Mică 1-1
- Etapa 13: Arieșul Câmpia Turzii - Aurul Brad 0-1
- Etapa 14: Unirea Alba Iulia - Aurul Brad 2-0
- Etapa 15: Aurul Brad - CFR Simeria 3-2
- Etapa 16: Independența Sibiu - Aurul Brad 5-1
- Etapa 17: Aurul Brad - Victoria Călan 2-0
- Etapa 18: Soda Ocna Mureș - Aurul Brad 3-0
- Etapa 19: Aurul Brad - Minaur Zlatna 1-0
- Etapa 20: Aurul Brad - Mureșul Deva 1-0
- Etapa 21: Metalul Aiud - Aurul Brad 1-0
- Etapa 22: Aurul Brad - ASA Sibiu 0-0
- Etapa 23: Aurul Brad - Chimica Târnăveni 0-0
- Etapa 24: Minerul Teliuc - Aurul Brad 2-0
- Etapa 25: Aurul Brad - Minerul Ghelari 2-0
- Etapa 26: Industria Sârmei Câmpia Turzii - Aurul Brad 2-1
- Etapa 27: Metalul Copșa Mică - Aurul Brad
- Etapa 28: Aurul Brad - Arieșul Câmpia Turzii 5-0
- Etapa 29: Aurul - Unirea Alba Iulia 5-0 (Golda 9 și 33, Bodea 23, Kenesz 33 și 80)
- Etapa 30: CFR Simeria - Aurul Brad 0-1
- Cupa României: Minerul Bihor - Aurul Brad 4-2 d.p.

#### Aurul Brad în sezonul 1971-1972
Divizia C / Seria 8 / Locul 8
- Etapa 1: Aurul Brad - Vagonul Arad 2-3
- Etapa 2: Victoria Caransebeș - Aurul Brad 0-0
- Etapa 3: Mureșul Deva - Aurul Brad 5-0
- Etapa 4: Aurul Brad - Minerul Bocșa 3-0
- Etapa 5: Aurul Brad - CFR Caransebeș 1-0
- Etapa 6: Progresul Timișoara - Aurul Brad 0-0
- Etapa 7: Aurul Brad - Minerul Moldova Nouă 0-0
- Etapa 8: Aurul Brad - UM Timișoara 1-0
- Etapa 9: Minerul Ghelari - Aurul Brad 1-0 (Gostian 70)
- Etapa 10: Electromotor Timișoara - Aurul Brad 2-1
- Etapa 11: Aurul Brad - Metalul Oțelul Roșu 3-2
- Etapa 12: Aurul Brad - Furnirul Deta 3-0
- Etapa 13: Gloria Arad - Aurul Brad 2-2
- Etapa 14: Vagonul Arad - Aurul Brad 3-0
- Etapa 15: Aurul Brad - Victoria Caransebeș 1-0
- Etapa 16: Aurul Brad - Mureșul Deva 1-0 (Miculaș)
- Etapa 17: Minerul Bocșa - Aurul Brad 2-0
- Etapa 18: CFR Caransebeș - Aurul Brad 2-1
- Etapa 19: Aurul Brad - Progresul Timișoara 3-2
- Etapa 20: Minerul Moldova Nouă - Aurul Brad 2-0
- Etapa 21: UM Timișoara - Aurul Brad 5-0
- Etapa 22: Aurul - Minerul Ghelari 5-2 (Circo II 14 - pen. și 68, Golcea 47, Golda 49, Gabor 75 / Popa 58 și 62)
- Etapa 23: Aurul - Electromotor Timișoara 3-0 (Golcea 4, Circo II 74 - pen., Golda 87)
- Etapa 24: Metalul Oțelul Roșu - Aurul Brad 6-2
- Etapa 25: Furnirul Deta - Aurul Brad 2-1
- Etapa 26: Aurul Brad - Gloria Arad 2-0
- Amical: Aurul Brad - Metalurgistul Cugir 4-1

#### Aurul Brad în sezonul 1972-1973
Divizia C / Seria 9 / Locul 5
- Etapa 1: Unirea Alba Iulia - Aurul Brad 0-0
- Etapa 2: Aurul Brad - CIL Blaj 2-0
- Etapa 3: Industria Sârmei Câmpia Turzii - Aurul Brad 2-0
- Etapa 4: Aurul Brad - CIL Gherla 2-1
- Etapa 5: Metalul Aiud - Aurul Brad 2-1
- Etapa 6: Aurul Brad - Arieșul Turda 4-1 (Golda 40 și 54, Breda 48, Golcea 88)
- Etapa 7: Tehnofrig Cluj - Aurul Brad 0-0
- Etapa 8: Aurul Brad - Minaur Zlatna 1-0 (Kenesz 4)
- Etapa 9: Aurul - Soda Ocna Mureș 4-1 (Circo II 4, Breda 62, Golda 78 și 83 / Lorincz 21)
- Etapa 10: Minerul Bihor - Aurul Brad 0-2
- Etapa 11: Aurul Brad - Dermata Cluj 1-0 (Golda 22)
- Etapa 12: Unirea Dej - Aurul Brad 3-0
- Etapa 13: Aurul Brad - Arieșul Câmpia Turzii 1-0
- Etapa 14: Aurul Brad - Unirea Alba Iulia 1-1
- Etapa 15: CIL Blaj - Aurul Brad 2-0
- Etapa 16: Aurul Brad - Industria Sârmei Câmpia Turzii 0-1 (Mircea 60)
- Etapa 17: CIL Gherla - Aurul Brad 3-0
- Etapa 18: Aurul Brad - Metalul Aiud 4-0 (Solomon 5, Huzu 32, Golda 42, Circo 68)
- Etapa 19: Arieșul Turda - Aurul Brad 1-0 / întrerupt în minutul 45
- Etapa 20: Aurul Brad - Tehnofrig Cluj 2-0 (Golda 16 și 56)
- Etapa 21: Minaur Zlatna - Aurul Brad 2-0
- Etapa 22: Soda Ocna Mureș - Aurul Brad 3-1
- Etapa 23: Aurul Brad - Minerul Bihor 2-1 (Breda 40, Toth 81 / Lakatos 10)
- Etapa 24: Dermata Cluj - Aurul Brad 2-1
- Etapa 25: Aurul Brad - Unirea Dej 2-0
- Etapa 26: Arieșul Câmpia Turzii - Aurul Brad 3-1
- Cupa României: Moții Abrud - Aurul Brad
- Cupa României: Aurul Brad - Minaur Zlatna 2-0
- Cupa României: Aurul Brad - Unirea Alba Iulia 8-0
- Cupa României: Aurul Brad - CFR Arad 7-3
- Cupa României: Aurul Brad - FC Bihor 1-3

#### Aurul Brad în sezonul 1973-1974
Divizia C / Seria 9 / Locul 3
- Etapa 1: Aurul Brad - Dermata Cluj 3-2
- Etapa 2: Metalul Aiud - Aurul Brad 3-0
- Etapa 3: Aurul Brad - Crișana Sebiș 3-1
- Etapa 4: Minaur Zlatna - Aurul Brad 3-1
- Etapa 5: Aurul Brad - Unirea Dej 3-0
- Etapa 6: Aurul Brad - Minerul Bihor 5-0
- Etapa 7: Constructorul Alba Iulia - Aurul Brad 2-1
- Etapa 8: Cimentul Turda - Aurul Brad 3-1
- Etapa 9: Aurul Brad - CIL Gherla 4-1
- Etapa 10: Aurul Brad - Recolta Salonta 1-0
- Etapa 11: Someșul Beclean - Aurul Brad 1-2
- Etapa 12: Tehnofrig Cluj - Aurul Brad 1-0
- Etapa 13: Aurul Brad - Arieșul Câmpia Turzii 2-0
- Etapa 14: Soda Ocna Mureș - Aurul Brad 3-2
- Etapa 15: Aurul Brad - Unirea Alba Iulia 2-0
- Etapa 16: Dermata Cluj – Aurul Brad 0-1 (Ștefan 26)
- Etapa 17: Aurul Brad – Metalul Aiud 5-0 (Iezan 3, Ștefan 12 și 70, Goia 26 și 61)
- Etapa 18: Crișana Sebiș – Aurul Brad 1-2 (Horga 39 / Goia 30 și 65)
- Etapa 19: Aurul Brad – Minaur Zlatna 2-0 (Stoica 60, Ștefan 72)
- Etapa 20: Unirea Dej – Aurul Brad 1-1 (Goia 2)
- Etapa 21: Minerul Bihor – Aurul Brad 0-3 (Gabor 13, Goia 42, Adam 59)
- Etapa 22: Aurul Brad – Constructorul Alba Iulia 4-0 (Gabor 35, Ștefan 71, Roman 78 – aut., Faur 89 – pen.)
- Etapa 23: Aurul Brad – Cimentul Turda 5-0 (Goia 43, Ștefan 50, Faur 68 – pen., Isac 80, Iezan 85)
- Etapa 24: CIL Gherla – Aurul Brad 3-2 (Goia 55 și 86)
- Etapa 25: Recolta Salonta – Aurul Brad 1-2
- Etapa 26: Aurul Brad – Someșul Beclean 12-0 (Faur 1, Radu 5 – aut., Goia 7, 15, 64, 73 și 87, Adam 35, Ștefan 17, 19, 65 și 85)
- Etapa 27: Aurul Brad – Tehnofrig Cluj 9-0 (Ștefan 18, 26 și 83, Iezan 46, Goia 54, 60, 72 și 89, Gabor 65)
- Etapa 28: Arieșul Câmpia Turzii – Aurul Brad 1-0
- Etapa 29: Aurul Brad – Soda Ocna Mureș 3-2
- Etapa 30: Unirea Alba Iulia – Aurul Brad 2-2
- Cupa României: Aurul Brad - CFR Simeria 4-0
- Cupa României: Aurul Brad - Mureșul Deva 1-2
- Amical: UTA - Aurul Brad 5-0 (Domide 2, Kun 2, Popovici)
- Amical: Aurul Brad - Tatabanya 4-1 (Goia 3, Golcea / Nagy)
- Cupa de vară: Victoria Călan - Aurul Brad 3-1
- Cupa de vară: Aurul Brad - Dacia Orăștie 2-0

#### Aurul Brad în sezonul 1974-1975
Divizia C / Seria 9 / Locul 4
- Etapa 1: Voința Oradea - Aurul Brad 1-0
- Etapa 2: Aurul – Unirea Alba Iulia 6-1 (Golda 5 și 62, Goia 25, 31, 54 și 58)
- Etapa 3: Recolta Salonta - Aurul Brad 1-0
- Etapa 4: Aurul Brad - Construcții Montaj Cluj 2-2
- Etapa 5: Soda Ocna Mureș - Aurul Brad 2-2
- Etapa 6: Aurul Brad – Minaur Zlatna 6-0 (Faur 7, Ștefan 22 și 25, Adam 46, Goia 71, Iezan 82)
- Etapa 7: Aurul Brad – Minerul Bihor 2-0 (Stoica 7, Goia 66)
- Etapa 8: Cimentul Turda - Aurul Brad 2-2
- Etapa 9: Aurul Brad – Dacia Orăștie 2-0 (Ștefan 20, Goia 61)
- Etapa 10: Dermata Cluj - Aurul Brad 0-0
- Etapa 11: Aurul Brad - Olimpia Oradea 3-0
- Etapa 12: Aurul Brad – CIL Blaj 4-1 (Nașcu 16 – aut., Goia 42, Gabor 55, Stoica 87 / Moldovan 68)
- Etapa 13: Constructorul Alba Iulia - Aurul Brad 2-1
- Etapa 14: Textila Sebeș - Aurul Brad 2-1
- Etapa 15: Aurul Brad - Arieșul Câmpia Turzii 6-0
- Etapa 16: Aurul Brad - Voința Oradea 3-0
- Etapa 17: Unirea Alba Iulia - Aurul Brad 1-0
- Etapa 18: Aurul Brad - Recolta Salonta 3-0
- Etapa 19: Construcții Montaj Cluj-Napoca – Aurul Brad 1-0
- Etapa 20: Aurul Brad – Soda Ocna Mureș 4-0
- Etapa 21: Minaur Zlatna – Aurul Brad 1-0
- Etapa 22: Minerul Bihor – Aurul Brad 3-1
- Etapa 23: Aurul Brad – Cimentul Turda 4-1
- Etapa 24: Dacia Orăștie – Aurul Brad 3-0 (Bolovan 46, Faur 51, Pălincaș 76)
- Etapa 25: Aurul Brad – Dermata Cluj 1-1 (Goia 37)
- Etapa 26: Olimpia Oradea – Aurul Brad 5-1
- Etapa 27: CIL Blaj – Aurul Brad 1-0
- Etapa 28: Aurul Brad – Constructorul Alba 4-2 (Ghiță 15, Goia 39 și 60, Gorcea 89 / Rațiu 3, Moldovan 86)
- Etapa 29: Aurul Brad – Textila Sebeș 4-0 (Ghiță 6 și 70, Goia 26, Gabor 57)
- Etapa 30: Arieșul Câmpia Turzii – Aurul Brad 0-3 (la masa verde)
- Cupa României: Aurul Brad - Dacia Orăștie 2-1
- Cupa României: Constructorul Hunedoara - Aurul Brad 0-3
- Cupa României: FIL Orăștie - Aurul Brad 1-0

#### Aurul Brad în sezonul 1975-1976
Divizia C / Seria 9 / Locul 1 
- Etapa 1: Aurul – Metalul Bocșa 7-1 (Golda 24, 29 și 85, Ștefan 26 și 39, Adam 62 și 89 / Borony)
- Etapa 2: Ceramica Jimbolia - Aurul 0-3
- Etapa 3: Aurul - Electromotor Timișoara 1-0
- Etapa 4: Minerul Anina - Aurul 4-2
- Etapa 5: Aurul – CFR Simeria 1-0 (Ștefan 87)
- Etapa 6: CFR Caransebeș – Aurul 2-0
- Etapa 7: Metalul Oțelul Roșu - Aurul 0-0
- Etapa 8: Aurul - Minerul Teliuc 4-0
- Etapa 9: Vulturii Textila Lugoj - Aurul 0-0
- Etapa 10: Aurul - Unirea Sânnicolau Mare 3-0 (Petrișor 10, Chițac 44, Ștefan 48)
- Etapa 11: Constructorul Timișoara - Aurul 0-0
- Etapa 12: Aurul - Gloria Reșița 5-0 (Ștefan 12, Golda 18, Petrișor 45, Gabor 72 și 88)
- Etapa 13: Minerul Ghelari – Aurul 0-1 (Adam 77)
- Etapa 14: Aurul – Știința Petroșani 2-1 (Ștefan 16, Faur 39 – pen.  / Bălosu 60)
- Etapa 15: Metalul Bocșa - Aurul 1-1
- Etapa 16: Aurul - Ceramica Jimbolia 1-0 (Petrișor 76)
- Etapa 17: Electromotor - Aurul 0-0
- Etapa 18: Aurul - Minerul Anina 2-0
- Etapa 19: CFR Simeria - Aurul 0-0
- Etapa 20: Aurul - CFR Caransebeș 5-0 (Ștefan 10 – pen. și 57, Ceaușu 35, Petrișor 42, Gabor 80)
- Etapa 21: Aurul – Metalul Oțelul Roșu 5-0
- Etapa 22: Minerul Teliuc – Aurul 2-2 (Toader 43, Constantin 76 / Ghiță 45 – pen., Petrișor 75)
- Etapa 23: Aurul – Vulturii Textila Lugoj 3-1 (autogol, Golda 56 și 70 / Graf 4)
- Etapa 24: Unirea Sânnicolau Mare - Aurul 2-1
- Etapa 25: Aurul - Constructorul Timișoara 2-0 (Gabor 20, Rișcuța 50)
- Etapa 26: Gloria Reșița - Aurul 2-1
- Etapa 27: Aurul - Minerul Ghelari 3-2 (Petrișor 12, Faur 37 – pen., Gabor 89 / Șortan 31 – aut., Gostian 60)
- Etapa 28: Știința Petroșani - Aurul 5-2 (Marincău 10, Kraft 42, Panici 53, Bălosu 75, Barbu 80 / Ștefan 72, Iezan 76)
- Amical: Aurul Brad - Sticla Turda 0-1
- Amical: Aurul Brad - Metalurgistul Cugir 1-0 (Ciorcan)
- Amical: Aurul Brad - Minerul Lupeni 1-2 (Voicu 60 / Naidin 70, Gabor 75)
- Amical: Aurul Brad - CFR Simeria 2-1
- Amical: Minerul Bihor - Aurul Brad 2-0
- Amical: Aurul Brad - ASA Târgu Mureș 1-0 (Ștefan 65)
- Amical Old-boys: Aurul Brad - Gura Barza 1-4
- Amical: Aurul Brad - Mureșul Deva 2-2 (Golda, Staicu / Uilecan, Sălăjan)
- Amical: Aurul Brad - FC Zak Kikinda 1-1 (Golda 68 / Stoica 81)

#### Aurul Brad în sezonul 1976-1977
Divizia B / Seria 3 / Locul 6 
- Etapa 1: Aurul – Rapid Arad 4-1 (Ghiță 30 și 86, Golda 52, Faur 61 – pen / Juhasz 47)
- Eapat 2: Olimpia Satu Mare – Aurul 2-0 (Both 64, Mureșan 69)
- Etapa 3: Aurul – Mureșul Deva 3-1 (Gabor 28, Faur 82, Golda 87 / Văetuș 48)
- Etapa 4: Aurul – Dacia Orăștie 3-0 (Petrișor 40 și 55, Ghiță 57)
- Etapa 5: U Cluj-Napoca – Aurul 1-0 (Furnea 12)
- Etapa 6: CIL Sighet – Aurul 0-0
- Etapa 7: Aurul – Victoria Călan 3-2 (Faur 20 – pen., Topor 26, Ghiță 84 / Schmidt 5 și 28)
- Etapa 8: Minerul Lupeni – Aurul 2-1 (Dosan 23, Leca 58 / Ștefan 84)
- Etapa 9: Aurul – CFR Timișoara 2-0 (Ghiță 15, Volaru 58 – aut)
- Etapa 10: Aurul – Sticla Turda 2-1 (Golda 25, Topor 34 / Milnă 55)
- Etapa 11: Gloria Bistrița – Aurul 0-0
- Etapa 12: Aurul Brad – Minerul Cavnic 2-0 (Petrișor 65, Ghiță 75)
- Etapa 13: FC Baia Mare – Aurul 1-0 (Moldovan 38)
- Etapa 14: Aurul Brad – CFR Cluj-Napoca 2-0 (Ștefan 44 – pen, Ghiță 52)
- Etapa 15: UM Timișoara – Aurul 2-0 (Grozăvescu 19 - pen., Mușat 56)
- Etapa 16: Industria Sârmei Câmpia Turzii – Aurul 2-0 (Vesa 28 și 75 – pen)
- Etapa 17: Aurul – Armătura Zalău 2-0 (Petrișor 7 și 70)
- Etapa 18: Rapid Arad – Aurul 2-1 (Șimon 23, Capes 27 / Golda 38)
- Etapa 19: Aurul – Olimpia Satu Mare 0-0
- Etapa 20: Mureșul Deva – Aurul 2-0 (Enescu 29 și 54)
- Etapa 21: Dacia Orăștie – Aurul 2-0 (Popa 13, Neniu 40)
- Etapa 22: Aurul – U Cluj-Napoca 2-0 (Faur 8 – pen, Stîngă 28 – pen.)
- Etapa 23: Aurul – CIL Sighet 5-1 (Ghiță 31, 37 și 81, Topoc 58, Petrișor 81 / Arezanov 78)
- Etapa 24: Victoria Călan – Aurul 2-0 (Goia 17, Radu 31)
- Etapa 25: Aurul – Minerul Lupeni 3-1 (Topor 32, Ghiță 52, Petrișor 71 / Boloș 65)
- Etapa 26: CFR Timișoara – Aurul 2-1 (Chimiuc 7, Stoișin 72 / Ceaușu 20)
- Etapa 27: Sticla Turda – Aurul Brad 2-0 (Sacaci 1, Ober 20 – pen)
- Etapa 28: Aurul – Gloria Bistrița 4-0 (Topor 14 și 57, Golda 20, Petrică 79)
- Etapa 29: Minerul Cavnic – Aurul 4-0 (Aldoescu 14 și 74, Medrea 54, Bălan 87 – pen)
- Etapa 30: Aurul – FC Baia Mare 1-0 (Golda 43)
- Etapa 31: CFR Cluj-Napoca – Aurul 1-0 (Boca 85)
- Etapa 32: Aurul – UM Timișoara 2-1 (Firițeanu 25, Adam 60 / Stîngă 27)
- Etapa 33: Aurul – Industria Sârmei Câmpia Turzii 6-1 (Stîngă 36, Adam 41, Ghiță 48 și 87, Gorcea 83 și 84 / Radu 70)
- Etapa 34: Armătura Zalău – Aurul 6-1 (Pinceș 6 – pen, 42, 72, 86 – pen, Munteanu 20, Nistor 81 / Ghiță 47)
- Cupa României: Minerul Ghelari - Aurul Brad 2-1
- Cupa de Vară: Aurul Brad - Minerul Ghelari 2-1
- Cupa de Vară: Victoria Călan - Aurul Brad 0-2
- Cupa de Vară: Aurul Brad - Mureșul Deva 0-0
- Amical Old-boys: Aurul Brad - Dacia Orăștie 2-1 (Monea, Schlett / Ciurdărescu)
- Amical: Aurul Brad - FCM Galați 0-2 (Vochin, Țolea)
- Amical: Aurul Brad - Mureșul Deva 1-1 (Ghiță / Văetuș)
- Amical: Aurul Brad - CFR Cluj Napoca 2-4 (Golda 28 și 51 / Mureșan 47, Țegean 61, Vătafu 71, Popa 80)
- Amical: Corvinul Hunedoara - Aurul Brad 2-0 (Stan 50, Petcu 55)
- Amical: Aurul Brad - Elore Spartakus Bekescsaba 2-1 (Golda 47, Gabor 75 / Vozak 86)
- Amical: Ceahlăul Piatra Neamț - Aurul Brad 0-0
- Amical: CSM Suceava - Aurul Brad 1-0 (Boghiu 72)
- Amical: Mureșul Deva - Aurul Brad 1-0
- Amical: Aurul Brad - UTA 2-1

#### Aurul Brad în sezonul 1977-1978
Divizia B / Seria 3 / Locul 9
- Etapa 1: CFR Cluj-Napoca - Aurul Brad 2-0 (Ciocan 75, Lupu 80)
- Etapa 2: Aurul Brad – Mureșul Explorări Deva 2-0 (Golda 24 și 35)
- Etapa 3: Victoria Carei - Aurul Brad 2-0 (Vancea 19 - pen., Pinter II 70)
- Etapa 4: Aurul Brad - FC Baia Mare 1-1 (Ceaușu 26 / Radu 75)
- Etapa 5: Aurul Brad - Armătura Zalău 3-1 (Ghiță 4, Adam 19, Golda 70 / Vaida 52)
- Etapa 6: Dacia Orăștie - Aurul Brad 1-0 (Radu 60)
- Etapa 7: Aurul Brad - Victoria Călan 1-1 (Goia 58 / Rizescu 72)
- Etapa 8: Gloria Bistrița - Aurul Brad 4-0 (Petrică 22 - pen., Moga 34 și 53, Ciocan 49)
- Etapa 9: Minerul Lupeni - Aurul Brad 1-0 (Tudor 52)
- Etapa 10: Aurul Brad - Metalurgistul Cugir 1-0 (Golda 33)
- Etapa 11: Chimica Târnăveni - Aurul Brad 3-0 (Șchiopu 61 și 75, Bozeșan 80)
- Etapa 12: Aurul Brad - U Cluj-Napoca 1-0 (Stîngă 19)
- Etapa 13: CFR Timișoara - Aurul Brad 1-0 (Siminiuc 57)
- Etapa 14: Minerul Moldova Nouă - Aurul Brad 1-0 (Nestorovici I 62)
- Etapa 15: Aurul Brad – UM TImișoara 3-1 (Goia 55, Petrică 58, Golda 63 / Giuchici 22)
- Etapa 16: CIL Sighet – Aurul Brad 3-0 (Szekely 20 și 89 – pen, Ciohan 37)
- Etapa 17: Aurul Brad – Avântul Reghin 8-1 (Stîngă 20 și 78, Golda 55, 57, 60 și 73, Adam 76, Gabor 83 / Biro 29)
- Etapa 18: Aurul Brad – CFR Cluj-Napoca 0-0
- Etapa 19: Mureșul Deva – Aurul Brad 2-0 (Enescu 29 și 54)
- Etapa 20: Aurul Brad – Victoria Carei 3-0 (Stîngă 15, Ghiță 59 – pen, Petrică 80)
- Etapa 21: FC Baia Mare - Aurul Brad 3-1 (Koller 16 - pen. și 86, Dragomirescu 64 / Moraru 84)
- Etapa 22: Armătura Zalău – Aurul Brad 4-0 (Munteanu 10, Vaida 11, Stîncel 21 – pen, Goga 78)
- Etapa 23: Aurul Brad – Dacia Orăștie 1-0 (Ghiță 86)
- Etapa 24: Victoria Călan – Aurul Brad 2-2 (Șchiopu 16, Tătîrcă 24 / Goia 19, Ceaușu 47)
- Etapa 25: Aurul Brad – Gloria Bistrița 3-1 (Iga 33, Golda 46 și 80 / Berceanu 44)
- Etapa 26: Aurul Brad – Minerul Lupeni 5-0 (Ghiță 20, 55 și 74, Bogdan 86, Goia 88)
- Etapa 27: Metalurgistul Cugir - Aurul Brad 2-0 (Florea 55, Simu 60)
- Etapa 28: Aurul Brad – Chimica Târnăveni 4-0 (Golda 2 și 76, Faur 27 – pen, Bogdan 89)
- Etapa 29: U Cluj-Napoca - Aurul Brad 3-1 (Lăzăreanu 31 - pen., Suciu35, Florescu 53 / Bogdan 61)
- Etapa 30: Aurul Brad – CFR Timișoara 1-0 (Goia 40 – pen)
- Etapa 31: Aurul Brad - Minerul Moldova Nouă 3-1 (Bogdan 34 și 60, Golda 47 / Nestorovici II 61)
- Etapa 32: UM Timișoara - Aurul Brad 2-0 (Mușat 31 și 52)
- Etapa 33: Aurul Brad - CIL Sighet 3-1 (Ghiță 4 și 75, Goia 24 / Bocșa 63)
- Etapa 34: Avântul Reghin - Aurul Brad 0-0
- Cupa României: Minerul Șuncuiuș - Aurul Brad 2-1 d.p.
- Cupa de Vară: CFR Simeria - Aurul Brad 3-9
- Cupa de Vară: Aurul Brad - FIL Orăștie 2-2
- Cupa de Vară: Aurul Brad - Metalurgistul Cugir 10-1
- Amical: Aurul Brad - UTA 1-1 (Gabor 78 / Vaczi 53)
- Cupa de Vară: Mureșul Deva - Aurul Brad 3-2
- Amical: Aurul Brad - FC Constanța 0-0
- Amical: Mureșul Deva - Aurul Brad 1-0 (Culea)
- Amical: Aurul Brad - Jiul Petroșani 2-1 (Dumitrache 28)
- Amical: Aurul Brad - Carpați Mîrșa 2-1 (Golda 22, Goia 47 / Voita 67)
- Amical: Aurul Brad - ASA Târgu Mureș 1-1 (Varodi)

#### Aurul Brad în sezonul 1978-1979
Divizia B / Seria 3 / Locul 5
- Etapa 1: Victoria Călan - Aurul Brad 2-1 (Gruber 55, Rizescu 61 / Ștefan 69)
- Etapa 2: Aurul Brad – CFR Timișoara 1-0 (Ghiță 74 – pen)
- Etapa 3: Mureșul Deva - Aurul Brad 1-1 (Enescu 30 / Oncu 68)
- Etapa 4: Aurul Brad – Dacia Orăștie 2-0 (Ghiță 24 – pen și 55)
- Etapa 5: Aurul Brad – Chimica Târnăveni 2-0 (Moraru 34, Golda 35)
- Etapa 6: Minerul Anina - Aurul Brad 2-1 (Platagă 64, David 75 / Stoica 4)
- Etapa 7: Aurul Brad – CIL Sighet 3-1 (Ghiță 8 – pen, Stoica 30, Golda 75 / Csohan I 44)
- Etapa 8: Înfrățirea Oradea – Aurul Brad 2-0 (Mureșan 31, Schwartzman 88)
- Etapa 9: UM Timișoara – Aurul Brad 2-1 (Mușat 87 și 90 / Ghiță 28)
- Etapa 10: Aurul Brad – Gloria Bistrița 2-0 (Klein 65, Golda 71)
- Etapa 11: Aurul Brad - Minerul Moldova Nouă 4-0 (Klein 30, Petrișor 35, Petrică 60, Ghiță 81)
- Etapa 12: FCM Reșița – Aurul Brad 4-2 (Gabel 21 și 60, Oancea 22, Porațchi 24 / Petrică 25, Stoica 44)
- Etapa 13: Aurul Brad – CFR Cluj-Napoca 3-2 (Stoica 2 și 75, Golda 11 / Cudor 36 și 41)
- Etapa 14: Aurul Brad – Industria Sârmei Câmpia Turzii 2-0 (Petrișor 18, Ghiță 77)
- Etapa 15: Metalurgistul Cugir – Aurul Brad 0-0
- Etapa 16: U Cluj-Napoca – Aurul Brad 3-1 (Vidican 17, Dobrotă 25, Anca 84 / Stoica 67)
- Etapa 17: Aurul Brad – Minerul Cavnic 4-0 (Ghiță 30 și 87, Golda 43, Petrișor 49)
- Etapa 18: Aurul Brad – Victoria Călan 3-3 (Petrișor 16, Stoica 33, Ghiță 44 / Muia 35 – pen și 42, Rizescu 85)
- Etapa 19: CFR Timișoara – Aurul Brad 1-0 (Suciu 27 – pen)
- Etapa 20: Aurul Brad – Mureșul Deva 3-0 (Ghiță 8, Petrică 31, Golda 53)
- Etapa 21: Dacia Orăștie – Aurul Brad 2-1 (Radu 45 și 46 / Oncu 20)
- Etapa 22: Chimica Târnăveni – Aurul Brad 3-0 (Groza 11, Munteanu 31, Marton 81)
- Etapa 23: Aurul Brad – Minerul Anina 2-0 (Oncu 44, Șchiopu 57)
- Etapa 24: CIL Sighet - Aurul Brad 3-0 (Csohan II 61 și 66 - pen., Jigău 83)
- Etapa 25: Aurul Brad – Înfrățirea Oradea 2-0 (Buciuman 22, Rudisuli 61 – pen.)
- Etapa 26: Aurul Brad – UM Timișoara 4-0 (Ghiță 65, Petrișor 69 și 82, Golda 85)
- Etapa 27: Gloria Bistrița – Aurul Brad 3-0 / întrerupt – scandal provocat de Aurul
- Etapa 28: Minerul Moldova Nouă - Aurul Brad 2-0 (Costinaș 29, Dianu 83)
- Etapa 29: Aurul Brad – FCM Reșița 3-1 (Ghiță 5, 16 și 46 – pen / Gabel 15)
- Etapa 30: CFR Cluj-Napoca – Aurul Brad 2-0 (Coman 33, Berindei 78)
- Etapa 31: Industria Sârmei Câmpia Turzii – Aurul Brad 3-1 (Vesa 22, 70 - pen. și 89 / Ghiță 28)
- Etapa 32: Aurul Brad – Metalurgistul Cugir 1-0 (Stoica 36)
- Etapa 33: Aurul Brad – U Cluj-Napoca 2-1 (Oncu 23, Stîngă 71 / Anca 35)
- Etapa 34: Minerul Cavnic – Aurul Brad 3-1 (Bonte 14, Stențel 18, Șuncutean 56 / Golda 81)
- Cupa României: Sticla Arieșul Turda - Aurul Brad 3-1
- Amical: Jiul Petroșani - Aurul Brad 2-0 (Mulțescu 37, Dumitrache 62)
- Amical: Aurul Brad - Metalul Oțelul Roșu 3-2
- Amical: Aurul Brad - Corvinul Hunedoara 3-3 (Ghiță 48 - pen. și 73, Giurgiu 80 / Dumitriu IV 17 - pen., Georgescu 31, Economu 43)
- Amical: Aurul Brad - Înfrățirea Oradea 0-0
- Amical: Aurul Brad - FC Baia Mare 3-3 (Klein, Golda 2 / Koller, Rozsnai, Radu)
- Amical: Aurul Brad - U Cluj-Napoca 1-0 (Anca - aut.)
- Amical: Aurul Brad - Corvinul Hunedoara 1-0 (Ghiță)
- Amical: Aurul Brad - ASA Târgu Mureș 3-1
- Amical: Mureșul Deva - Aurul Brad 2-0 (Enescu 56 și 74)
- Amical: Aurul Brad - Mureșul Deva 3-1
- Amical: Aurul Brad - Jiul Petroșani 3-1
- Amical: Corvinul Hunedoara - Aurul Brad 0-0
- Amical: Aurul Brad - Corvinul Hunedoara 1-0 (Ghiță 19)

#### Aurul Brad în sezonul 1979-1980
Divizia B / Seria 3 / Locul 5
- Etapa 1: Aurul Brad – Gloria Bistrița 2-0 (Stoica 18, Ghiță 31)
- Etapa 2: Industria Sârmei Câmpia Turzii – Aurul Brad 4-1 (Vesa 40, 78 – pen și 86, Stoian 82 / Ghiță 45)
- Etapa 3: Aurul Brad – UM Timișoara 4-0 (Ghiță 17 și 72 – pen, Georgescu 24 și 59)
- Etapa 4: Dacia Orăștie – Aurul Brad 1-0 (Szilaghi 39)
- Etapa 5: Aurul Brad – FCM Reșița 3-1 (Ghiță 33, 50 – pen și 77 / Firițeanu 49)
- Etapa 6: Corvinul Hunedoara – Aurul Brad 2-0 (Agud 1, Lucescu 69 - pen.)
- Etapa 7: Aurul Brad – Înfrățirea Oradea 2-0 (Ghiță 40 și 45 - pen.)
- Etapa 8: Minerul Moldova Nouă – Aurul Brad 1-0 (Constantin 23)
- Etapa 9: Aurul Brad – Someșul Satu Mare 5-0 (Ghiță 4, 33 și 39 – pen, Moraru 70, Georgescu 78)
- Etapa 10: Strungul Arad – Aurul Brad 2-2 (Tușa 43, Bran 60 / Dubinciuc 31 și 35)
- Etapa 11: FC Bihor – Aurul Brad 0-0
- Etapa 12: Aurul Brad – Unirea Alba Iulia 5-0 (Stoica 11, Georgescu 21, Ghiță 78, Moraru 80, Muia 89)
- Etapa 13: Aurul Brad – CFR Cluj-Napoca 2-0 (Ghiță 73 - pen., Stoica 78)
- Etapa 14: Minerul Cavnic – Aurul Brad 1-1 (Șomcutean 40 / Ghiță 83)
- Etapa 15: Minerul Anina – Aurul Brad 1-0 (Iovan 41)
- Etapa 16: Aurul Brad – UTA 1-1 (Oncu 66 / Vaczi 68)
- Etapa 17: Metalurgistul Cugir – Aurul Brad 1-1 (Giulvezean 60 / Stîngă 16)
- Etapa 18: Gloria Bistrița - Aurul Brad 4-0 (Berceanu 13 și 57, Butuza 38, Georgescu 73 - pen.)
- Etapa 19: Aurul Brad – Industria Sârmei Câmpia Turzii 1-0 (Ghiță 42)
- Etapa 20: UM Timișoara – Aurul Brad 3-2 (Giuchici 67, Mehedințiu 82, Leman 87 / Georgescu 21, Murar 26)
- Etapa 21: Aurul Brad – Dacia Orăștie 5-0 (Ghiță 8 și 28, Georgescu 23 și 39, Fogoroși 55 – aut)
- Etapa 22: FCM Reșița – Aurul Brad 2-0 (Răducanu 46 – pen, Platagă 68)
- Etapa 23: Aurul Brad – Corvinul 3-4 (Ghiță 25 – pen, Stoica 40, Muia 90 / Lucescu 3 și 23, Nicșa 20 și 36)
- Etapa 24: Înfrățirea Oradea – Aurul Brad 2-0 (Popovici 8 – pen, Nicoraș 30)
- Etapa 25: Aurul Brad – Minerul Moldova Noua 3-1 (Ghiță 41, 52 – pen, Petrișor 72 / Constantin 69)
- Etapa 26: Someșul Satu Mare – Aurul Brad 2-0 (Borz 48, Kadar 72)
- Etapa 27: Aurul Brad – Strungul Arad 4-2 (Stoica 30, Giurgiu 36 și 80, Ghiță 63 / Ruska 66, Tusa 88)
- Etapa 28: Aurul Brad – FC Bihor 4-0 (Șchiopu 44, Ghiță 48 și 51, Oncu 72)
- Etapa 29: Unirea Alba Iulia – Aurul Brad 4-2 (Stănică 3, Vasile 14 și 58 – pen, Iordache 39 – pen / Ghiță 8, Georgescu 36)
- Etapa 30: CFR Cluj-Napoca - Aurul Brad 3-0 (Năsălean 15, Berindei 38, Albu 77)
- Etapa 31: Aurul Brad – Minerul Cavnic 4-2 (Ghiță 14, 37 și 38, Oncu / Dragomirescu 8, Roatiș 71)
- Etapa 32: Aurul Brad – Minerul Anina 5-1 (Ghiță 25 și 28, Georgescu 61 și 75, Nan 85 / Damian 37)
- Etapa 33: UTA – Aurul Brad 3-0 (Kukla 22, Țîrban 38, Giurgiu 89)
- Etapa 34: Aurul Brad – Metalurgistul Cugir 4-2 (Georgescu 1, Ghiță 44, 51 și 80 / Bucur 57, Moldovan 84 – pen)
- Cupa României: Victoria Călan - Aurul Brad 2-0
- Amical: Aurul Brad - Lotul Național UEFA 81 4-0 (Georgescu 2 și 23, Stîngă 50, Faur 88)
- Amical: Aurul Brad - Carpați Mîrșa 6-1 (Petrișor 3 și 54, Stîngă 28, Georgescu 36, Faur 62, Nan 78 / Barbu 45)
- Amical: Aurul Brad - Dacia Orăștie 3-0 (Oncu 3, Faur 37, Stan 75)
- Amical: U Cluj-Napoca - Aurul Brad 3-1 (Suciu 1, Dobrotă 38, Anca 60 / Ghiță 17 - pen.)
- Amical: Minerul Deva - Aurul Brad 2-1 (Golda 17, Pina 35 / Banc 50)
- Amical: Aurul Brad - Minerul Deva 2-0 (Banc, Giurgiu)
- Amical: Aurul Brad - Jiul Petroșani 2-0 (Petrișor 47, Oncu 85)
- Amical: Aurul Brad - Corvinul Hunedoara 0-2
- Amical: Corvinul Hunedoara - Aurul Brad 3-4
- Amical: Corvinul Hunedoara - Aurul Brad 0-0

#### Aurul Brad în sezonul 1980-1981
Divizia B / Seria 3 / Locul 5
- Etapa 1: CIL Sighet – Aurul Brad 2-1 (Moldovan 31, Ionescu 77 / Petrișor 50)
- Etapa 2: Aurul Brad - FC Bihor 1-2 (Rizescu 70 / Doja 15, Pușcaș 66)
- Etapa 3: Aurul - Dacia Orăștie 3-0 (Ghiță 21, 23 și 63)
- Etapa 4: Înfrățirea Oradea – Aurul Brad 0-1 (Bucur 88)
- Etapa 5: Aurul Brad – Minerul Lupeni 4-0 (Petrișor 10, Dina 17 – pen, Ghiță 27, Muia 52)
- Etapa 6: Aurul Brad – CFR Cluj-Napoca 1-1 (Dina 82 – pen / Berindei 44)
- Etapa 7: UTA – Aurul Brad 3-1 (Cura 17, Vaczi 41 – pen, Mușat 45 / Giurgiu 56 – pen)
- Etapa 8: Metalul Aiud - Aurul Brad 2-1 (Boldor 13 și 79 / Giurgiu 87 – pen)
- Etapa 9: Aurul Brad - Minerul Moldova Nouă 2-1 (Dina 24 și 40 - pen. / Văcariu 17)
- Etapa 10: Metalurgistul Cugir - Aurul Brad 3-1 (Stanciu 5, Sava 33, Mihalcic 41 / Ghiță 76)
- Etapa 11: Aurul Brad – CFR Timișoara 3-0 (Ghiță  8, 24 și 26)
- Etapa 12: Minerul Anina – Aurul Brad 2-1 (Pop 18, Șchiopu 36 / Mănescu 68)
- Etapa 13: UM Timișoara - Aurul Brad 2-1 (Mehedințu 22, Lața 74 / Ghiță 36)
- Etapa 14: Aurul Brad – Olimpia Satu Mare 2-2 (Ghiță 21, Stan 60 / State 9 și 89)
- Etapa 15: Aurul Brad – Rapid Arad 2-2 (Ghiță 19 și 52 / Șandor 13, Stoenescu 68)
- Etapa 16: Minerul Cavnic – Aurul Brad 4-1 (Tulba 22, 65 și 78, Roatiș 58 / Bucur 79)
- Etapa 17: Aurul – FCM Reșița 1-0 (Ghiță 16)
- Etapa 18: Aurul Brad – CIL Sighet 4-1 (Petrișor 14, Agud 15, Bucur 25, Dina 45 - pen. / Tiplea 72)
- Etapa 19: FC Bihor - Aurul Brad 2-0 (Mureșan 43 - pen., Pușcaș 66)
- Etapa 20: Dacia Orăștie – Aurul Brad 0-0
- Etapa 21: Aurul – Înfrățirea Oradea 6-0 (Petrișor 35 și 42, Merlă 44 și 90, Dina 54 – pen și 75)
- Etapa 22: Minerul Lupeni – Aurul Brad 0-0
- Etapa 23: CFR Cluj-Napoca - Aurul Brad 0-1 (Dina 39)
- Etapa 24: Aurul Brad – UTA 3-0 (Merlă 10, Agud 55, Muia 67)
- Etapa 25: Aurul Brad- Metalul Aiud 1-0 (Dina 21)
- Etapa 26: Minerul Moldova Nouă - Aurul Brad 1-2 (Văcaru 73 - pen. / Croitoru 15 - aut., Stoica 30)
- Etapa 27: Aurul Brad - Metalurgistul Cugir 4-1 (Agud 26, Petrișor 40, Bucur 74, Muia 88 / Șoimu 90)
- Etapa 28: CFR Timișoara – Aurul Brad 2-1 (Iancu 1, Roșca 79 / Muia 39)
- Etapa 29: Aurul Brad – Minerul Anina 5-1 (Buciuman 2, Stoica 4, Agud 20, Bucur 56, Dina 76 / Pavel 46)
- Etapa 30: Aurul Brad - UM Timișoara 3-0 (Stoica 2, Bucur 59, Petrișor 83)
- Etapa 31: Olimpia Satu Mare – Aurul Brad 3-2 (Matei 43, Hațeganu 62, State 68 / Stoica 73 și 83)
- Etapa 32: CSM Rapid Arad – Aurul Brad 4-0 (Broșovschi 2, Găman 9, Stoenescu 25, Domide 80)
- Etapa 33: Aurul Brad – Minerul Cavnic 3-3 (Merlă 33 și 35, Petrișor 42 / Tulba I 16, Roatiș 44 - pen., Meker 65)
- Etapa 34: FCM Reșița - Aurul Brad 3-1 (Portic 9, Matefi 41, Mărgineanțu 77 / Bucur 85)
- Cupa României: Unirea Ocna Sibiului - Aurul Brad 1-2 d.p.
- Cupa României: Victoria Călan - Aurul Brad 4-6 d.l.d.
- Cupa României: Unirea Oradea - Aurul Brad 1-0 d.p. (Abrudan 107)
- Amical: Aurul Brad - Pandurii Târgu Jiu 3-0 (Stoica 10, Muia 14, Ghiță 55)
- Amical: CFR Timișoara - Aurul Brad 2-1 (Stoișin 28, Dosan 65 / Stoica 36)
- Amical: Aurul Brad - Corvinul Hunedoara 1-4
- Amical: Aurul Brad - Corvinul Hunedoara 4-5 (Agud, Bucur 2, Stoica / Văetuș, Dumitrache, Ghiță, Petcu, Gabor)
- Amical: Unirea Alba Iulia - Aurul Brad 1-3 (Debiu 55 / Petrișor 14 și 78, Ciontoș 79)
- Amical: Aurul Brad - ASA Târgu Mureș 2-0 (Giurgiu 3, Stoica 27)
- Amical: Minerul Lupeni - Aurul Brad 0-1 (Merlă 60)

#### Aurul Brad în sezonul 1981-1982
Divizia B / Seria 3 / Locul 3
- Etapa 1: Înfrățirea Oradea - Aurul Brad 5-1 (Munteanu 15, Pit 52, Popovici 61 - pen., Nicoraș 66, Pavel 78 / Dina 90)
- Etapa 2: Aurul Brad - Dacia Orăștie 1-0 (Dosan 57)
- Etapa 3: Minerul Lupeni – Aurul Brad 1-0 (Leca 82 – pen)
- Etapa 4: CFR Timișoara – Aurul Brad 2-3 (Damian 31, Roșca 72 – pen / Bucur 44 și 67, Dosan 30)
- Etapa 5: Aurul Brad – CFR Cluj-Napoca 2-0 (Merlă 25, Stîngă 56)
- Etapa 6: FC Baia Mare – Aurul 1-0 (Koller 17)
- Etapa 7: Aurul Brad – UM Timișoara 3-0 (Stîngă 10, Dina 59 și 89)
- Etapa 8: Aurul Brad – FC Bihor Oradea 2-0 (Dosan 3, Dina 74)
- Etapa 9: Rapid Arad – Aurul Brad 3-1 (Stoenescu 58, Bora 65, Gall 77 / Rizescu 38)
- Etapa 10: CIL Sighet – Aurul Brad 1-0 (Laiși 65 - pen.)
- Etapa 11: Aurul Brad – CSM Drobeta Turnu Severin 3-0 (Dina 12, Dorin 27 și 67)
- Etapa 12: Minerul Cavnic - Aurul Brad 2-1 (Bonte 42, Ștefănescu 55 / Dina 71)
- Etapa 13: Aurul Brad - Someșul Satu Mare 3-0 (Merlă 59, Dina 81 și 85)
- Etapa 14: Minerul ILBA Seini – Aurul Brad 0-0
- Etapa 15: Aurul Brad - Strungul Arad 2-0 (Bucur 19, Dina 24)
- Etapa 16: Aurul Brad - FCM Reșița 2-0 (Stîngă 59, Dina 61)
- Etapa 17: Olimpia Satu Mare – Aurul 2-0 (Pinter 7, Mureșan 65 - pen.)
- Etapa 18: Aurul Brad - Înfrățirea Oradea 2-1 (Dosan 14, Petrișor 60 / Nicoraș 72)
- Etapa 19: Dacia Orăștie - Aurul Brad 1-0 (Marian 41)
- Etapa 20: Aurul Brad - Minerul Lupeni 2-2 (Stoica 29, Stîngă 64 / Ciorîia 66 și 82)
- Etapa 21: Aurul Brad - CFR Timișoara 1-0 (Miculescu 25)
- Etapa 22: CFR Cluj-Napoca - Aurul Brad 1-2 (Olaru 65 / Bucur 8, Petrișor 40)
- Etapa 23: Aurul Brad - FC Baia Mare 1-0 (Bucur 27)
- Etapa 24: UM Timișoara - Aurul Brad 2-1 (Nucă 7 - pen. și 59 / Dosan 89 - pen.)
- Etapa 25: FC Bihor Oradea - Aurul Brad 1-0 (Pușcaș 25)
- Etapa 26: Aurul Brad - Rapid Arad 4-0 (Merlă 22, Bucur 35, Ciontoș 56, Niculescu 65)
- Etapa 27: Aurul – CIL Sighet 3-0 (Merlă 3 și 11, Marin 76)
- Etapa 28: CSM Drobeta Turnu Severin – Aurul Brad 3-0 (Iordache 56 și 66, Cramer 89)
- Etapa 29: Aurul Brad - Minerul Cavnic 2-0 (Nan 15, Stoica 17)
- Etapa 30: Someșul Satu Mare - Aurul Brad 2-0 (Silaghi 19, Borz 30)
- Etapa 31: Aurul Brad – Minerul ILBA Seini 2-0 (Bucur 21, Petrișor 60)
- Etapa 32: Strungul Arad – Aurul Brad 2-0 (Șchiopu 4, Bran 34)
- Etapa 33: FCM Reșița - Aurul Brad 5-0 (Oancea 5, 30 și 35, Uțiu 16, Portik 49)
- Etapa 34: Aurul Brad – Olimpia Satu Mare 2-0 (Bucur 25, Stoica 33)
- Cupa României: Minerul Certej - Aurul Brad 2-1
- Amical: Chimica Târnăveni - Aurul Brad 1-1 (Marton 48 / Ciontoș 60)
- Amical: Aurul Brad - Chimica Târnăveni 3-0 (Ciontoș, Dina 2)
- Amical: Corvinul Hunedoara - Aurul Brad 2-0 (Gabor 20, Mateuț 60)
- Amical: Aurul Brad - Jiul Petroșani 2-0 (Dosan - pen., Stoica)
- Amical: Aurul Brad - Gaz Metan Mediaș 1-0 (Merlă 7)
- Amical: Aurul Brad - Carpați Mîrșa 4-2 (Stoica 7, Bucur 15, Dosan 36, Petrișor 75 / Bobu 52, Domide 83)
- Amical: Gaz Metan Mediaș - Aurul Brad 0-0
- Amical: Aurul Brad - UTA 3-0 (Butoi 10, Merlă 58, Stîngă 80)

#### Aurul Brad în sezonul 1982-1983
Divizia B / Seria 3 / Locul 11
- Etapa 1: Aurul Brad - Rapid Arad 1-1 (Ștefănescu 60 / Hamza 66)
- Etapa 2: Minerul Cavnic - Aurul Brad 2-0 (Bonte 80 și 86)
- Etapa 3: Aurul Brad – CIL Sighet 4-0 (Ștefănescu 20, Petrișor 26, Dosan 60, Miculescu 79)
- Etapa 4: Strungul Arad – Aurul Brad 1-1 (Tușa 88 / Stoica 61)
- Etapa 5: Aurul Brad – CFR Timișoara 2-0 (Petrișor 31, Ștefănescu 57)
- Etapa 6: Aurul Brad - Industria Sârmei Câmpia Turzii 4-0 (Stoica 5, Ștefănescu 44 și 73, Miculescu 58)
- Etapa 7: Înfrățirea Oradea - Aurul Brad
- Etapa 8: UM Timișoara - Aurul Brad 2-1 (Dumitru 52 - pen., Humel 77 / Dosan 7)
- Etapa 9: Aurul Brad - Someșul Satu Mare 1-0 (Pop 81 - aut.)
- Etapa 10: FC Baia Mare – Aurul Brad 4-0 (Koller 12, Rozsnai 52 și 86, Dragomirescu 80)
- Etapa 11: Aurul Brad – UTA 1-1 (Ștefănescu 81 – pen / Cura 79)
- Etapa 12: Olimpia Satu Mare - Aurul Brad 2-0 (Tăbăcaru 31, Mihuț 50)
- Etapa 13: Aurul Brad – U Cluj-Napoca 0-0
- Etapa 14: Gloria Reșița - Aurul Brad 3-0 (Neagu 19, Iancu 26, Ciurea 75)
- Etapa 15: Metalurgistul Cugir - Aurul Brad 0-1 (Ștefănescu 89)
- Etapa 16: Aurul Brad – CSM Reșița 1-0 (Dosan 22)
- Etapa 17: Armătura Zalău – Aurul Brad 1-0 (Chiran 42)
- Etapa 18: Rapid Arad – Aurul Brad 3-0 (Șandor 52 – pen, Iliș 80, Nedescu 83)
- Etapa 19: Aurul – Minerul Cavnic 2-0 (Nan 62, Merlă 87)
- Etapa 20: CIL Sighet – Aurul 5-1 (Laiși 10 și 87, Strîmbei 41, Scheli 45, Rus 70 / Ormenișan 36)
- Etapa 21: Aurul – Strungul Arad 3-1 (Ormenișan 23, Merlă 68, Nan 81 / Szikler 62)
- Etapa 22: CFR Timișoara – Aurul Brad 1-1 (Cotec 32 / Nan 30)
- Etapa 23: Industria Sârmei Câmpia Turzii – Aurul Brad 2-0 (Mărgineanu 8, Vesa 40)
- Etapa 24: Aurul Brad - Înfrățirea Oradea 5-1 (Ormenișan 3, Gastor 11, Ștefănescu 69 și 75, Petrișor 79 / Dumitrescu 38)
- Etapa 25: Aurul Brad - UM Timișoara 4-3 (Stângă 4, Ormenișan 24, Merlă 49, Ștefănescu 84 - pen. / Erdoș 17, Merlă 57 - aut., Pavlov 74)
- Etapa 26: Someșul Satu Mare - Aurul Brad 1-0 (Pataki 58)
- Etapa 27: Aurul Brad - FC Baia Mare 1-2 (Tirchinici 46 / Rozsnai 62, Tătăran 72)
- Etapa 28: UTA – Aurul Brad 2-0 (Gal 65, Coraș 79)
- Etapa 29: Aurul Brad - Olimpia Satu Mare 3-0 (Petrișor 31 și 46, Merlă 64)
- Etapa 30: U Cluj-Napoca - Aurul Brad 0-1 (Ormenișan 62)
- Etapa 31: Aurul Brad – Gloria Reșița 2-0 (Petrișor 18, Merlă 26 – pen)
- Etapa 32: Aurul Brad – Metalurgistul Cugir 1-1 (Cetean 10 – aut / Zamfir 13) – întrerupt în minutul 16
- Etapa 33: CSM Reșița – Aurul Brad 2-1 (Portik 54, Oancea 64 / Ormenișan 5)
- Etapa 34: Aurul Brad - Armătura Zalău 4-0 (Petrișor 1 și 44, Ormenișan 6 și 21)
- Cupa României: Minerul Ghelari - Aurul Brad 1-4 d.l.d.
- Cupa României: Vulturii IURT Lugoj - Aurul Brad 2-0
- Amical: Aurul Brad - Lotul de juniori UEFA 83 4-0
- Amical: UTA - Aurul Brad 8-1 (Coraș 21, 51, 58 și 87, Mușat 15 și 55, Cura 3, Vaczi 63 - pen. / Ciontoș 75)
- Amical: Lotul de juniori UEFA 83 - Aurul Brad 2-1 (Diaconeasa, Țîrlea)
- Amical: Aurul Brad - Metalurgistul Cugir 4-0 (Petrișor, Nan, Șerban, Tirchinici)
- Amical: Aurul Brad - Chimica Târnăveni 3-0 (Nan 38, Merlă 67, Tirchinici 70)
- Amical: Aurul Brad - Dacia Orăștie 2-1 (Ștefănescu 60, Ciontoș 62 / Strâmbeanu 38)

#### Aurul Brad în sezonul 1983-1984
Divizia B / Seria 3 / Locul 7
- Etapa 1: Rapid Arad – Aurul Brad 1-1 (Ghiță 62 / Ștefănescu 84 – pen)
- Etapa 2: Aurul Brad – Metalurgistul Cugir 4-1 (Ștefănescu 26, Ormenișan 42 și 44, Buciuman 62 / Moldovan 28)
- Etapa 3: Aurul Brad – Steaua CFR Cluj 3-1 (Ormenișan 73 și 75, Ștefănescu 85 / Merlă 43 – aut)
- Etapa 4: CFR Victoria Caransebeș – Aurul Brad 1-0 (Bălan 67)
- Etapa 5: CSM Reșița - Aurul Brad 4-1 (Jacotă 14, Zah  48, Uțiu 66, Portic 73 / Dumitreasa 84)
- Etapa 6: Aurul Brad – Industria Sârmei Câmpia Turzii 2-0 (Costar 50, Merlă 73)
- Etapa 7: Armătura Zalău – Aurul Brad 3-1 (Petruț 7 – pen, Terheș 41, Tașnadi 70 / Ștefănescu 50)
- Etapa 8: Aurul Brad – Minerul Lupeni 3-1 (Ștefănescu 2 și 82 – pen, Ciontoș 64 / Sălăjan 16)
- Etapa 9: Minerul Motru – Aurul Brad 2-2 (Ghițulescu 16, Ploaie 36 – pen / Ștefănescu 52 și 56 – pen)
- Etapa 10: Aurul – Gloria Reșița 3-0 (Ștefănescu 37, 66 și 85 - pen.)
- Etapa 11: Minerul Cavnic – Aurul Brad 4-1 (Lucaci 19 și 82, Ștef 32, Cristea 51 / Dumitreasa 57)
- Etapa 12: Aurul Brad – UTA 3-0 (Merlă 56, Ciontoș 65, Ștefănescu 75 - pen.)
- Etapa 13: Olimpia Satu Mare – Aurul Brad 5-0 (Palencsar 16, Mureșan 34, Pataki 48, Erdely 70, Bolba 84)
- Etapa 14: Poli Timișoara - Aurul Brad 1-0 (Murar 28)
- Etapa 15: Aurul Brad – CFR Timișoara 3-0 (Giurgiu, Dumitreasa 39, Ștefănescu 79)
- Etapa 16: U Cluj-Napoca – Aurul Brad 4-1 (Bagiu 5, Fl. Pop 29, Fîșic 51, Bucur 74 – pen / Ciontoș 37)
- Etapa 17: Aurul Brad – Someșul Satu Mare 2-0 (Giurgiu 13, Ciontoș 65)
- Etapa 18: Aurul Brad – Rapid Arad 0-0
- Etapa 19: Metalurgistul Cugir – Aurul Brad 2-0 (Mateescu 33 – pen, Mitracu 52)
- Etapa 20: Steaua CFR Cluj-Napoca – Aurul Brad 0-1 (Petrișor 50)
- Etapa 21: Aurul Brad – CFR Victoria Caransebeș 2-0 (Merlă 43 și 55)
- Etapa 22: Aurul Brad – CSM Reșița 1-0 (Ștefănescu 3)
- Etapa 23: Industria Sârmei Câmpia Turzii – Aurul Brad 2-1 (Trîmbițaș 55, Mureșan 57 / Giurgiu 79)
- Etapa 24: Aurul Brad – Armătura Zalău 2-0 (Ștefănescu 31, Merlă 75)
- Etapa 25: Minerul Lupeni – Aurul Brad 2-0 (Colceag 26 și 84)
- Etapa 26: Aurul Brad – Minerul Motru 1-0 (Ormenișan 24)
- Etapa 27: Gloria Reșița – Aurul Brad 1-0 (Ciurea 36)
- Etapa 28: Aurul Brad – Minerul Cavnic 2-0 (Petrișor 36, Merlă 89 – pen)
- Etapa 29: UTA – Aurul Brad 4-0 (Țîrlea 43 și 60, Lupău 56 și 75)
- Etapa 30: Aurul Brad – Olimpia Satu Mare 1-0 (Ciontoș 83)
- Etapa 31: Aurul Brad – Politehnica Timișoara 0-1 (Manea 68)
- Etapa 32: CFR Timișoara - Aurul Brad 1-0 (Bărbosu 31)
- Etapa 33: Aurul Brad – U Cluj-Napoca 0-3 (Boeru 33 și 70, Fîșic 87)
- Etapa 34: Someșul Satu Mare - Aurul Brad 0-0
- Cupa României: Minerul Orașul Dr. P. Groza - Aurul Brad 3-0
- Amical: Aurul Brad - UTA 2-1 (Ormenișan 15 și 52 / Gal 47)
- Amical: Aurul Brad - CSM Reșița 3-1 (Giurgiu 50 și 72, Ormenișan 74 / Păunescu 78)
- Amical: Aurul Brad - Racing Beirut 1-2 (Ciontoș / Opik, Zkarahi)
- Amical: CSM Reșița - Aurul Brad 5-2 (Bucico 6, Zah 29, Croitoru 33, Portic 75, Mihale 76 / Ormenișan 79, Almășan 90)
- Amical: Aurul Brad - Selecționata Juniori UEFA 85 6-1 (Ștefănescu 2, Ciontoș, Tirchinici, Nan, Ormenișan / Harșani)
- Amical: Aurul Brad - Selecționata Seriei a VIII-a 4-1
- Amical: Aurul Brad - Minerul Certej 10-1

#### Aurul Brad în sezonul 1984-1985
Divizia B / Seria 3 / Locul 4
- Etapa 1: Armătura Zalău – Aurul Brad 0-0
- Etapa 2: Aurul Brad – Strungul Arad 3-0 (Micu 14 și 44, Ciontoș 24)
- Etapa 3: Aurul Brad – Minerul Lupeni 2-1 (Lăcătuș 44, Merlă 89 / Muia)
- Etapa 4: UTA – Aurul Brad 3-2 (Vînătoru 34, Erdeli 40 – pen și 62 / Hirmler 13 – aut, Merlă 48)
- Etapa 5: Aurul Brad – Mureșul Deva 4-3 (Tirchineci 1, Merlă 2, Faur 43, Almășan 63 / Oloșutean 42, Vidican 65 și 83)
- Etapa 6: Aurul Brad – Gloria Bistrița 1-0 (Ciontoș 73)
- Etapa 7: CSM Reșița – Aurul Brad 1-0 (Uțiu 61)
- Etapa 8: Unirea Alba Iulia – Aurul Brad 2-0 (Hîrceagă 47, Mitracu 72)
- Etapa 9: Aurul Brad – CFR Timișoara 2-0 (Bodea 2, Merlă 18 – pen)
- Etapa 10: Olimpia Satu Mare – Arad Brad 1-1 (Tăbăcariu 23 / Tirchinici 79)
- Etapa 11: Aurul Brad – Sticla Arieșul Turda 2-0 (Gălușcă 21, Merlă 74 – pen)
- Etapa 12: U Cluj-Napoca – Aurul Brad 2-0 (Popicu 78, Cîmpeanu II 85)
- Etapa 13: Industria Sârmei Câmpia Turzii - Aurul Brad 0-0
- Etapa 14: Aurul Brad – Avântul Reghin 1-0 (Merlă 42 – pen)
- Etapa 15: Aurul Brad – Gloria Reșița 1-0 (Șerban 61)
- Etapa 16: Metalurgistul Cugir - Aurul Brad 1-0 (Cocu 10 - pen.)
- Etapa 17: Aurul Brad – Minerul Cavnic 4-3 (Ilcu 30 și 79, Merlă 37 – pen, Șerban 60 / Cristea 65 și 81, Năpărdean 83)
- Etapa 18: Aurul Brad – Armătura Zalău 2-0 (Tirchinici 51, Popa 62)
- Etapa 19: Strungul Arad – Aurul Brad 1-0 (Urs 39)
- Etapa 20: Minerul Lupeni – Aurul Brad 1-0 (Nichiniș 33)
- Etapa 21: Aurul Brad – UTA 1-0 (Badea 76)
- Etapa 22: Mureșul Explorări Deva – Aurul Brad 3-2 (Bucur 40, Vidican 60 - pen., Preda 63 / Ilea 37, Micu 88)
- Etapa 23: Gloria Bistrița - Aurul Brad 2-0 (Nicolae 2, Florea 51 - pen.)
- Etapa 24: Aurul Brad - CSM Reșița 0-0
- Etapa 25: Aurul Brad - Unirea Alba Iulia 3-0 (Ilcu 21 și 34, Badea 51)
- Etapa 26: CFR Timișoara – Aurul Brad 2-0 (Schneider 19, Aga 47)
- Etapa 27: Aurul Brad - Olimpia Satu Mare 0-0
- Etapa 28: Sticla Arieșul Turda – Aurul Brad 2-1 (Borza 52, Cocan 85 / Tirchineci 3)
- Etapa 29: Aurul Brad - U Cluj-Napoca 0-0
- Etapa 30: Aurul Brad – Industria Sârmei Câmpia Turzii 4-0 (Sabău 3 și 45, Badea 15, Ilcu 77)
- Etapa 31: Avântul Reghin - Aurul Brad 1-0 (Naghi 70)
- Etapa 32: Gloria Reșița - Aurul Brad 1-2 (Kopornyai 71 / Micu 54, Sabău 88)
- Etapa 33: Aurul Brad - Metalurgistul Cugir 2-0 (Sabău 6, Ilcu 38)
- Etapa 34: Minerul Cavnic - Aurul Brad 3-2 (Buzgău 24, Catană 43 și 69 / Sabău 22, Ciontoș 68)
- Cupa României: Minerul Ghelari - Aurul Brad 2-5
- Cupa României: Mureșul Luduș - Aurul Brad 2-0
- Amical: Corvinul Hunedoara - Aurul Brad 3-0 (Vaetuș 2, Gălan)
- Amical: CFR Timișoara - Aurul Brad 1-0 (Stănescu 23)
- Amical: Aurul Brad - Unirea Alba Iulia 6-0 (Ilcu, Popa, Petrișor, Merlă, Badea 2)
- Amical: Aurul Brad - CFR Timișoara 2-0 (Merlă 21, Faur 67)
- Amical: Aurul Brad - CFR Timișoara 0-0
- Amical: CSM Reșița - Aurul Brad 1-0
- Amical: Aurul Brad - Tractorul Brașov 0-1 (Cîmpean 71)
- Amical: FC Bihor - Aurul Brad 3-0 (Georgescu 16, Grosu 35, Lazăr 62 - pen.)

#### Aurul Brad în sezonul 1985-1986
Divizia B / Seria 3 / Locul 5
- Etapa 1: Aurul Brad – FC Maramureș Baia Mare 0-0
- Etapa 2: Minerul Cavnic – Aurul Brad 1-0 (Catană 80)
- Etapa 3: Aurul Brad – Jiul Petroșani 0-1 (Sălăgean 83)
- Etapa 4: Aurul Brad – Minerul Lupeni 2-0 (Costar 7, Ilcu 12)
- Etapa 5: Unirea Alba Iulia - Aurul Brad 3-1 (Popa 38, Moldovan 65 și 76 / Ciontoș 18)
- Etapa 6: Aurul Brad – Mureșul Deva 3-2 (Oncu 8, Tirchinici 46 – pen, Faur 75 / Chirocet 44, Vălășutean 67)
- Etapa 7: Olimpia Satu Mare – Aurul Brad 1-1 (Borhidan 69 / Tirchinici 51)
- Etapa 8: Aurul Brad – Mecanica Orăștie 3-1 (Micu 23, Ilcu 33, Tirchinici 52 / Dobrău 64)
- Etapa 9: Metalul Bocșa – Aurul Brad 1-0 (Mărgineanțu 68)
- Etapa 10: Gloria Bistrița - Aurul Brad 4-1 (Moga 18, 40 și 66, Coman 63 / Micu 83)
- Etapa 11: Aurul Brad - UTA 1-0 (Sabău 63)
- Etapa 12: Aurul Brad – Armătura Zalău 1-0 (Merlă 26 – pen)
- Etapa 13: CFR Timișoara – Aurul Brad 1-0 (Murar 46 – pen)
- Etapa 14: CSM Reșița – Aurul Brad 2-0
- Etapa 15: Aurul Brad – Înfrățirea Oradea 2-0 (Faur 17, Oncu 23)
- Etapa 16: Aurul Brad – CIL Sighet 1-0 (Sabău 31)
- Etapa 17: Strungul Arad – Aurul Brad 2-0 (Nedelcu 21, Szikler 89)
- Etapa 18: FC Maramureș - Aurul Brad 2-0 (Moldovan 16, Tulba 58)
- Etapa 19: Aurul Brad – Minerul Cavnic 1-0 (Ciontoș 41)
- Etapa 20: Jiul Petroșani - Aurul Brad 4-2 (Lasconi 16, Vancea 39 - pen. și 42, Stana 67 / Ciontoș 36 și 76 - pen.)
- Etapa 21: Minerul Lupeni – Aurul Brad 0-0
- Etapa 22: Aurul Brad - Unirea Alba Iulia 1-0 (Nan 76)
- Etapa 23: Mureșul Deva - Aurul Brad 3-2 (Preda 7, Vișan 78 - pen., Albu 80 / Ciontoș 76, Rudisuli 84)
- Etapa 24: Aurul Brad - Olimpia Satu Mare 1-0 (Ciontoș 77)
- Etapa 25: Mecanica Orăștie - Aurul Brad 3-1 (Hațegan 11 - pen., Moldovan 16, Vătafu 79 / Ciontoș 85)
- Etapa 26: Aurul Brad – Metalul Bocșa 1-0 (Stoinescu 62)
- Etapa 27: Aurul Brad – Gloria Bistrița 2-1 (Ciontoș 29, Miatov 57 / Radu 28)
- Etapa 28: UTA – Aurul Brad 1-0 (Lucaci 81)
- Etapa 29: Armătura Zalău – Aurul Brad 4-0 (Predeanu 63, Nuțu 70, Păscuță 80, Naghi 83)
- Etapa 30: Aurul Brad - CFR Timișoara 2-1 (Miatov 52, Gavrilă 86 - pen. / Truți 70)
- Etapa 31: Aurul Brad – CSM Reșița 4-0 (Ciontoș 34, 72 și 84, Gavrilă 86 – pen.)
- Etapa 32: Înfrățirea Oradea – Aurul Brad 0-3 (Ciontoș 34, Ilcu 65 și 90)
- Etapa 33: CIL Sighet - Aurul Brad 2-0 (Negrea 6, Caciureac 27)
- Etapa 34: Aurul Brad – Strungul Arad 5-1 (Ciontoș 14, Ilcu 24, Faur 35 – pen, Almășan 39, Miatov 49 / Jurcă 56)
- Cupa României: Minerul Orașul Dr. P. Groza - Aurul Brad 3-0
- Amical: Aurul Brad - Corvinul Hunedoara 0-4 (Gabor 2, Mateuț, Petcu)
- Amical: Aurul Brad - Dacia Orăștie 7-0
- Amical: Aurul Brad - Unirea Sânnicolau Mare 6-0
- Amical: Minerul Bihor - Aurul Brad 1-1 (Chindea 60 / Ilcu 61)
- Amical: Aurul Brad - Jiul Petroșani 1-1 (Miatov 28 / Găman 19)
- Amical: Aurul Brad - Șoimii IPA Sibiu 0-0
- Amical: Jiul Petroșani - Aurul Brad 2-0 (Mulțescu 59, Găman 88)

#### Aurul Brad în sezonul 1986-1987
Divizia B / Seria 3 / Locul 15
- Etapa 1: Unio Satu Mare – Aurul Brad 2-0 (Gnadt 73, Varga 87)
- Etapa 2: Aurul Brad – Steaua CFR Cluj-Napoca 2-0 (Ciontoș 11, Ilcu 53)
- Etapa 3: Strungul Arad – Aurul Brad 1-0 (Nedelcu 81)
- Etapa 4: Aurul Brad – Gloria Bistrița 0-0
- Etapa 5: Mureșul Deva - Aurul Brad 2-1 (Ștefănescu 28, Iordache 76 / Sabău 59)
- Etapa 6: Aurul Brad - Dacia Orăștie 2-1 (Dumitreasa 13 și 15 / Vesa 89)
- Etapa 7: Aurul Brad – Metalul Bocșa 2-1 (Dumitreasa 76, Stoinescu 80 / Otiman 70)
- Etapa 8: Armătura Zalău - Aurul Brad 3-1 (Nicolae 45, Păscuță 71, Gheară 84 / Dumitreasa 85 - pen.)
- Etapa 9: Aurul Brad – Poli Timișoara 1-1 (Stoinescu 52 / Vlătănescu 64)
- Etapa 10: Olimpia Satu Mare - Aurul Brad 5-0 (Ghencean 40 și 88, Melnic 50, Erdei 69, Patkos 87)
- Etapa 11: Aurul Brad – UTA 4-0 (Stoinescu 13 și 25, Ciontoș 62, Miatov 69)
- Etapa 12: FC Bihor – Aurul Brad 3-0 (Ile 13, Georgescu 46, Lazăr 65)
- Etapa 13: Aurul Brad – CIL Sighet 5-0 (Costar 28, Ștef 38, Dumitreasa 40 și 69 – pen, Nan 65)
- Etapa 14: Minerul Cavnic – Aurul Brad 1-0 (Chilin 57)
- Etapa 15: Aurul Brad – FC Maramureș 1-1 (Ilcu 64 / Dican 39)
- Etapa 16: CSM Reșița - Aurul Brad 2-0 (Scînteie 28 și 77)
- Etapa 17: Aurul Brad - Minerul Paroșeni 2-0 (Dumitreasa 23 - pen., Țînțăreanu 48)
- Etapa 18: Aurul Brad – Unio Satu Mare 1-0 (Dumitreasa 5)
- Etapa 19: Steaua CFR Cluj-Napoca – Aurul Brad 5-0 (Moldovan 39 și 41, Iepure 61 și 66, Mureșan 71)
- Etapa 20: Aurul Brad – Strungul Arad 4-0 (Miatov 16, Dumitreasa 26 și 86 – pen, Mateș 77)
- Etapa 21: Gloria Bistrița – Aurul Brad 3-1 (Cervenschi 13, Florea 31 și 37 / Dumitreasa 52)
- Etapa 22: Aurul Brad – Mureșul Deva 5-2 (Stoinescu 14 și 77, Merlă 17 și 53 – pen, Ștef 61 / Iordache 75 și 80)
- Etapa 23: Dacia Orăștie - Aurul Brad 6-0 (Hațeganu 12, Vesa 25 și 46, Vătafu 43, Nițu 60, Moldovan 64)
- Etapa 24: Metalul Bocșa - Aurul Brad 2-1 (Portic 47, Roșca 87 - pen. / Ciontoș 20)
- Etapa 25: Aurul Brad - Armătura Zalău 1-1 (Stoinescu 58 / Naghi 80)
- Etapa 26: Poli Timișoara – Aurul 6-1 (Pascu 3, Oloșutean 5 și 41, Vlătănescu 35, Varga 48, Neagu 70 / Stoinescu 65)
- Etapa 27: Aurul Brad - Olimpia Satu Mare 1-1 (Stoinescu 46 / Faur 29 - aut.)
- Etapa 28: UTA – Aurul Brad 2-2 (Vuia 36, Vărdășean 77 / Mateș 45, Ciontoș 90)
- Etapa 29: Aurul Brad – FC Bihor 1-0 (Micu 36)
- Etapa 30: CIL Sighet - Aurul Brad 2-0 (Bonte 46 și 55)
- Etapa 31: Aurul Brad – Minerul Cavnic 7-0 (Ciontoș 14, 50, 58 și 75, Dumitreasa 19, Ștef 22, Adam 61)
- Etapa 32: FC Maramureș - Aurul Brad 1-0 (Tulba 69)
- Etapa 33: Aurul Brad – CSM Reșița 0-0
- Etapa 34: Minerul Paroșeni - Aurul Brad 5-0 (Crăciun 8 și 83, Nichimiș 15, Matula 37, Ghișan 61)
- Cupa României: Minerul Paroșeni - Aurul Brad 1-0
- Amical: Aurul Brad - Poli Timișoara 2-1 (Merlă 16, Dumitreasa 54 / Bolba 72)
- Amical: Aurul Brad - Metalurgistul Cugir 1-0
- Amical: Aurul Brad - CSM Reșița 1-0 (Gavrilă 31)
- Amical: Aurul Brad - Dacia Orăștie 2-0 (Ștef 8, Ciontoș 23)
- Amical: Aurul Brad - Unirea Alba Iulia 3-0 (Ștef 12, Merlă 63, Cozma 71)
- Amical: Politehnica Timișoara - Aurul Brad 3-0 (Bolba 14 - pen., 37, Vlătănescu 72)
- Amical: Aurul Brad - Mureșul Deva 4-3 (Dumitreasa 36, Cozma 42, Țînțăreanu 65, Merlă 88 / Vidican 1, Albu 38, Tirchineci 40)
- Amical: Politehnica Timișoara - Aurul Brad 1-1

#### Aurul Brad în sezonul 1987-1988
Divizia C / Seria 10 / Locul 3
- Etapa: Aurul – Mecanica Alba Iulia 4-0 (Ungureanu 33 și 70, Seliuc 53 – pen, Iordache 74)
- Etapa: Aurul – Automecanica Mediaș 4-0 (Mag 5, Ciontoș 38 și 61, Iordache 75)
- Etapa: Aurul – Tîrnavele Blaj 5-0 (Mag 41 și 50, Ciontoș 72, Iordache 82, Crișan 89)
- Etapa: Aurul – CFR Simeria 3-0 (Iordache 5 și 18, Ciontoș 22)
- Etapa: Aurul – Mureșul Explorări Deva 1-2 (Ciontoș 65 / Postolache 11, Badea 43)
- Etapa 17: Aurul – Minerul Lupeni 1-0 (Iordache 58)
- Etapa: Aurul – Minerul Știința Vulcan 2-1 (Iordache 18, Ungureanu 41 / Mag 42 – aut)

#### Aurul Brad în sezonul 1988-1989
Divizia C / Seria 9 / Locul 5
- Etapa 2: Aurul – Energia Săsciori 6-0 (Iordache 13, 50 și 70, Ciontoș 53, Ungureanu 85 și 88)
- Etapa 3: CFR Simeria – Aurul 1-0 (Danciu 31)
- Etapa 5: Textila Cisnădie – Aurul 3-4
- Etapa 6: Aurul – Șoimii Lipova
- Etapa 14: Retezatul Hațeg – Aurul 0-1 (Ungureanu 71)
- Etapa 15: Aurul – CSU Mecanica Sibiu 6-0 (Iordache 1 și 72, Costar 12, Orbeanu 22, Ciontoș 79, Văcaru 84)
- Etapa 17: Aurul – CFR Simeria 3-0 (Haiga 36 și 42, Văcaru 57)
- Etapa 18: Mureșul Explorări Deva – Aurul 4-2 (Sabău 6, Badea 43, Costăchescu 48 și 65 / Dodu 75, Ciontoș 84)
- Etapa 19: Aurul – Metalul Aiud 2-0 (Costar 55, Orbeanu 60)
- Etapa 20: Aurul – Textila Cisnădie 1-1 (Mag 72 / Olaru 7)
- Etapa 29: Aurul – Retezatul Hațeg 3-4 (Ardeleanu 16, Micu 23, Gavrilă 43 / Hoban 46, Sălăgean 47, Huțuțuc, Stăncic 59)
- Etapa 30: CSU Mecanica Sibiu – Aurul 1-1
- Etapa: Aurul – Minerul Lupeni 3-0 (Ciontoș 31, Văcaru 40, Neagu 46)
- Etapa: Aurul – Minerul Știința Vulcan 3-1 (Ungureanu 1, Iordache 40 și 43 / Bejan 76)
- Etapa: Aurul – Metalurgistul Cugir 3-4
- Etapa: Aurul – IPA Sibiu 4-0 (Iordache 1, 20, 60 și 70)
- Etapa: Minerul Știința Vulcan – Aurul 3-1

#### Aurul Brad în sezonul 1989-1990
Divizia C / Seria 10 / Locul 1
- Etapa 1: Aurul Brad – Oțelul Dr. Petru Groza 2-0 (Mag 63, Orbeanu 65)
- Etapa 2: Unirea Tomnatic – Aurul Brad 0-4
- Etapa 3: Aurul Brad – Mecanica Orăștie 1-2
- Etapa 4: Petrolul Arad – Aurul Brad 3-2
- Etapa 5: Minerul Dr. Petru Groza – Aurul Brad 2-0
- Etapa 6: Aurul Brad – Strungul Chișineu Criș 2-1 (Gavrilă 29, autogol 65 / Haiz 16)
- Etapa 7: Înfrățirea Oradea – Aurul Brad 1-0
- Etapa 8: Aurul Brad – Șoimii Lipova 2-0 (Orbeanu 48 și 49)
- Etapa 9: Unirea Sânnicolau – Aurul Brad 2-1
- Etapa 10: Aurul Brad – Dacia Orăștie 1-1 (Gavrilă 16 / Albu 87)
- Etapa 11: Motorul Arad – Aurul Brad 2-0
- Etapa 12: Aurul Brad – CFR Simeria 3-0 (Haiga 36 și 42, Văcaru 57)
- Etapa 13: Chimia Tășnad – Aurul Brad 4-1
- Etapa 14: Aurul Brad – Voința Oradea 1-0 (Orbeanu 77 – pen)
- Etapa 15: Gloria Beiuș – Aurul Brad 0-2
- Etapa 16: Oțelul Dr. Petru Groza – Aurul Brad
- Etapa 17: Aurul Brad – Unirea Tomnatic 3-0 (Doroș 2 – aut, Ungureanu 7 și 41)
- Etapa 18: Mecanica Orăștie – Aurul Brad 1-0 (Oprescu 10)
- Etapa 19: Aurul Brad – Petrolul Arad 6-0
- Etapa 20: Aurul Brad – Minerul Dr. Petru Groza 1-0 (Andrei 43)
- Etapa 21: Strungul Arad – Aurul Brad
- Etapa 22: Aurul Brad – Înfrățirea Oradea
- Etapa 23: Șoimii Lipova – Aurul Brad 0-1
- Etapa 24: Aurul Brad – Unirea Sânnicolau 1-0
- Etapa 25: Dacia Orăștie – Aurul Brad 0-1
- Etapa 26: Aurul Brad – Motorul Arad 5-1 (Haiga 2, 35 și 63, Seliuc 50 – pen, Văcaru 77 / Lung 81)
- Etapa 27: CFR Simeria – Aurul Brad
- Etapa 28: Aurul Brad – Chimia Tășnad 6-1
- Etapa 29: Voința Oradea – Aurul Brad 0-2
- Etapa 30: Aurul Brad – Gloria Beiuș 11-0

Cupa României: Aurul Brad - Minerul Lupeni 3-0
Amical: Aurul Brad - Metalurgistul Cugir 2-0 (Andrei 18, Neagu 26)
Amical: Aurul Brad - Dacia Mecanica Orăștie 3-0 (Seliuc, Orbeanu, Mag)
Amical: Aurul Brad - Corvinul Hunedoara 0-4 (Iordache 2, Marian, Ilaș)
Amical: Aurul Brad - Jiul Petroșani 5-1 (Văcaru 5 și 56, Mag 24, Ciontoș 50, Dodu 79 / Lasconi 33)

#### Aurul Brad în sezonul 1990-1991
Divizia B / Seria 3 / Locul 17
- Etapa 1: Aurul – Chimica Târnăveni
- Etapa 2: Progresul Timișoara – Aurul 4-0
- Etapa 3: CSM Reșița – Aurul 1-0
- Etapa 4: Aurul – Metalurgistul Cugir 1-0
- Etapa 5: ASA Târgu Mureș – Aurul 1-0
- Etapa 6: Aurul – CSM Vulturii Lugoj
- Etapa 7: Aris Arad – Aurul
- Etapa 8: Aurul – CFR Timișoara 2-1 (Tetileanu 37, Ungureanu 71 / Teodorescu 30 – pen)
- Etapa 9: Armătura Zalău – Aurul 2-0
- Etapa 10: Aurul – CIL Sighet 5-0
- Etapa 11: Olimpia Satu Mare – Aurul 2-1
- Etapa 12: Aurul – Gloria Reșița 1-1 (Seliuc – pen / Bălan 19)
- Etapa 13: Unirea Alba Iulia – Aurul 2-0
- Etapa 14: Aurul – CS Astra Arad 1-3
- Etapa 15: Metalul Bocșa – Aurul 2-0
- Etapa 16: Aurul – UTA 2-0 (Tetileanu 6, Orbeanu 57)
- Etapa 17: FC Maramureș – Aurul
- Etapa 18: Chimica Târnăveni – Aurul 2-1
- Etapa 19: Aurul – Progresul Timișoara 2-1 (Ciontoș 21, Orbeanu 34)
- Etapa 20: Aurul – CSM Reșița 2-1 (Ciontoș 40, Ungureanu 52 / Mărgineanțu 11)
- Etapa 21: Metalurgistul Cugir – Aurul 4-0
- Etapa 22: Aurul – ASA Târgu Mureș 3-3 (Ciontoș 45 și 53, Văcaru 46 / Costan 60, Cioloboc 74 – pen și 81)
- Etapa 23: CSM Vulturii Lugoj – Aurul 1-0
- Etapa 24: Aurul – Aris Arad
- Etapa 25: CFR Timișoara – Aurul 3-0
- Etapa 26: Aurul – Armătura Zalău 1-2
- Etapa 27: CIL Sighet – Aurul
- Etapa 28: Aurul – Olimpia Satu Mare 1-1
- Etapa 29: Gloria Reșița – Aurul
- Etapa 30: Aurul – Unirea Alba Iulia 0-3
- Etapa 31: CS Astra Arad – Aurul 5-0 (Blajovici 28, Rad 40, Barna 45, Boloș 68, Erdei 73)
- Etapa 32: Aurul – Metalul Bocșa 0-0
- Etapa 33: UTA – Aurul 6-0
- Etapa 34: Aurul – FC Maramureș 1-3 (N. Ungureanu 77 / C. Ungureanu 12, Ajoiței 17, Vasc 32)

#### Aurul Brad în sezonul 1991-1992
Divizia C / Seria 9 / Locul 7
- Etapa 1: CPL Arad – Aurul 4-0
- Etapa 2: Aurul – CUG Cluj 3-0
- Etapa 3: Unirea Dej – Aurul 2-1
- Etapa 4: Aurul – Soda Ocna Mureș 2-1 (Orbeanu 48, Neagu 86 / Maier 56)
- Etapa 5: Motorul Arad – Aurul 1-0
- Etapa 6: Aurul – Oțelul Ștei 4-0 (Orbeanu 11 – pen, Neagu 33, Ciontoș 66, Berindei 77)
- Etapa 7: Industria Sârmei Câmpia Turzii – Aurul 3-0
- Etapa 8: Aurul – Șoimii Lipova 6-0 (Ormenișan 3, Orbeanu 11 și xx, Polvrea 33, Ciontoș 34 și 50)
- Etapa 9: Aurul – Mecanica Alba Iulia 6-0
- Etapa 10: Metalul Aiud – Aurul 3-0
- Etapa 11: Aurul – Mureșul Deva 2-0 (Costar 36, Orbeanu)
- Etapa 12: Înfrățirea Oradea – Aurul 4-0
- Etapa 13: Aurul – Petrolul Arad 8-1 (Ciontoș 7 și 53, Țînțăreanu 12, Ormenișan 39, 73 și 81, Orbeanu 50, Gavrilă 76 / Vancea 83)
- Etapa 14: Minerul Ștei – Aurul 3-0
- Etapa 15: Aurul – Sticla Arieșul Turda 3-1 (Orbeanu 19, Berindei 54 și 66 – pen. / Rațiu 46)
- Etapa 16: Aurul – CPL Arad
- Etapa 17: CUG Cluj – Aurul 1-0
- Etapa 18: Aurul – Unirea Dej 4-0
- Etapa 19: Soda Ocna Mureș – Aurul 2-0
- Etapa 20: Aurul – Motorul Arad 5-0
- Etapa 21: Oțelul Ștei – Aurul
- Etapa 22: Aurul – Industria Sârmei Câmpia Turzii
- Etapa 23: Șoimii Lipova – Aurul 2-0 (Stoinescu 25, Grădinaru 35)
- Etapa 24: Aurul – Metalul Aiud 3-0
- Etapa 25: Mureșul Deva – Aurul 2-0
- Etapa 26: Aurul – Înfrățirea Oradea 4-0
- Etapa 27: Aurul – Minerul Ștei 2-0
- Etapa 28: Sticla Arieșul Turda – Aurul 0-0

#### Aurul Brad în sezonul 1992-1993
Divizia D Hunedoara / Locul 9 
- Etapa 1: Aurul – Haber Hațeg 0-0
- Etapa 2: Metalul Crișcior – Aurul 1-2
- Etapa 3: Aurul – Minerul Certej 1-0
- Etapa 4: Favior Orăștie – Aurul 3-1
- Etapa 5: Aurul – Parângul Lonea 1-3
- Etapa 6: Minerul Aninoasa – Aurul 3-0
- Etapa 7: Aurul – Mureșul Deva 2-3
- Etapa 8: Victoria Călan – Aurul 3-0
- Etapa 9: Aurul – CFR Simeria 2-0
- Etapa 10: Minerul Teliuc – Aurul 2-1
- Etapa 11: Minerul Bărbăteni – Aurul 4-2
- Etapa 12: Aurul – Constructorul Hunedoara 0-2
- Etapa 13: Minerul Știința Vulcan – Aurul 3-1
- Etapa 14: Aurul – Metaloplastica Orăștie 1-0
- Etapa 15: Minerul Ghelari – Aurul 4-1
- Etapa 16: Aurul – Metalul Crișcior 3-0
- Etapa 17: Minerul Certej – Aurul
- Etapa 18: Aurul – Favior Orăștie 3-0
- Etapa 19: Haber Hațeg – Aurul
- Etapa 20: Parângul Lonea – Aurul 4-2
- Etapa 21: Aurul – Minerul Aninoasa 4-0
- Etapa 22: Mureșul Deva – Aurul 2-2
- Etapa 23: Aurul – Victoria Călan 1-0
- Etapa 24: CFR Simeria – Aurul 1-2
- Etapa 25: Aurul – Minerul Teliuc 2-0
- Etapa 26: Aurul – Minerul Bărbăteni 6-0
- Etapa 27: Constructorul Hunedoara – Aurul
- Etapa 28: Aurul – Minerul Știința Vulcan 0-0
- Etapa 29: Metaloplastica Orăștie – Aurul 1-1
- Etapa 30: Aurul – Minerul Ghelari 2-1

#### Aurul Brad în sezonul 1993-1994
Divizia D Hunedoara / Locul 4
- Etapa 1: Metalul Crișcior – Aurul 1-1
- Etapa 2: Aurul – Minerul Certej 3-2
- Etapa 3: Dacia Orăștie – Aurul 2-1
- Etapa 4: Aurul – Minerul Bărbăteni 2-1
- Etapa 5: Haber Hațeg – Aurul 0-0
- Etapa 6: Aurul – Cerna Cristur 7-0
- Etapa 7: Mureșul Deva – Aurul 2-0
- Etapa 8: Aurul – CFR Simeria 7-1
- Etapa 9: Minerul Știința Vulcan – Aurul 1-1
- Etapa 10: Aurul – Jiul Petrila 4-0
- Etapa 11: Minerul Ghelari – Aurul 2-0
- Etapa 12: Aurul – Minerul Aninoasa 2-0
- Etapa 13: Victoria Călan – Aurul 2-2
- Etapa 14: Aurul – Minerul Teliuc 5-0
- Etapa 15: Constructorul Hunedoara – Aurul 1-1

#### Aurul Brad în sezonul 1994-1995
Divizia D Hunedoara / Locul 2
- Etapa 1: EGCL Călan – Aurul 3-4
- Etapa 2: Aurul – Favior Orăștie 4-1
- Etapa 3: Minerul Livezeni – Aurul 0-1
- Etapa 4: Aurul – Minerul Certej 1-2 (Almășan 42 / Matache 56, Căpușan 77)
- Etapa 5: CFR Simeria – Aurul
- Etapa 6: Aurul – Minerul Bărbăteni 1-0 (Almășan 27)
- Etapa 7: Aurul – Constructorul Hunedoara
- Etapa 8: Minerul Știința Vulcan – Aurul 2-0
- Etapa 9: Aurul – Dacia Orăștie 3-0
- Etapa 11: Aurul – Minerul Teliuc 12-0
- Etapa 12: Mureșul Deva – Aurul 1-2 (Oparlescu 57 / Petrișor 50, Adam 84)
- Etapa 13: Aurul – Jiul Petrila 4-0
- Etapa 14: Metalul Crișcior – Aurul / întrerupt în minutul 86
- Etapa 15: Aurul – Haber Hațeg 4-0
- Etapa 16: Minerul Ghelari – Aurul 3-0
- Etapa 17: Aurul – Minerul Aninoasa 4-0
- Etapa 18: Aurul – EGCL Călan 7-0
- Etapa 19: Favior Orăștie – Aurul 1-0
- Etapa 20: Aurul – Minerul Livezeni 2-0
- Etapa 21: Minerul Certej – Aurul 2-0
- Etapa 22: Aurul – CFR Simeria 3-0
- Etapa 23: Minerul Bărbăteni – Aurul 2-0
- Etapa 24: Aurul – Minerul Știința Vulcan 3-0
- Etapa 25: Dacia Orăștie – Aurul 4-1
- Etapa 26: Constructorul Hunedoara – Aurul
- Etapa 27: Aurul – Victoria Călan 1-2
- Etapa 28: Aurul a stat.
- Etapa 29: Jiul Petrila – Aurul
- Etapa 30: Haber Hațeg – Aurul 0-0
- Etapa 31: Aurul – Minerul Ghelari 3-0
- Etapa 32: Minerul Aninoasa – Aurul 2-2

#### Aurul Brad în sezonul 1995-1996
Divizia D Hunedoara / Locul 7
- Etapa 1: Minerul Bărbăteni – Aurul 1-0
- Etapa 2: Aurul – Dacia Orăștie 5-1
- Etapa 3: Constructorul Hunedoara – Aurul 2-0
- Etapa 4: Aurul – Minerul Ghelari 2-1
- Etapa 5: CFR Simeria – Aurul 1-6
- Etapa 7: Haber Hațeg – Aurul 0-6
- Etapa 8: Aurul – Minerul Livezeni 3-1
- Etapa 9: Victoria Călan – Aurul 1-1 (Almășan 76 / Șandor 73)
- Etapa 10: Aurul – Jiul Petrila 3-0
- Etapa 11: Minerul Știința Vulcan – Aurul 3-2
- Etapa 12: Aurul – Favior Orăștie 1-0
- Etapa 13: Minerul Aninoasa – Aurul 3-1
- Etapa 14: Aurul – Minerul Teliuc 1-0
- Etapa 15: EGCL Călan – Aurul 1-1
- Etapa 16: Aurul – Minerul Bărbăteni 1-1
- Etapa 17: Dacia Orăștie – Aurul
- Etapa 18: Aurul – Constructorul Hunedoara 0-1
- Etapa 19: Minerul Ghelari – Aurul 2-1
- Etapa 20: Aurul – CFR Simeria 0-0
- Etapa 21: Metalul Crișcior – Aurul 3-1
- Etapa 22: Minerul Livezeni – Aurul 2-4
- Etapa 23: Aurul – Victoria Călan 0-0
- Etapa 24: Jiul Petrila – Aurul 1-2
- Etapa 25: Aurul – Minerul Știința Vulcan 2-0
- Etapa 26: Favior – Aurul 3-2
- Etapa 27: Aurul – Minerul Aninoasa 2-1
- Etapa 28: Minerul Teliuc – Aurul
- Etapa 29: Aurul – EGCL Călan 9-1

#### Aurul Brad în sezonul 1996-1997
Divizia D Hunedoara / Locul 1
- Etapa 1: Aurul – Minerul Vulcan 1-1
- Etapa 2: Jiul Petrila – Aurul 1-1
- Etapa 3: Aurul – Victoria Călan 5-0
- Etapa 4: Metalul Crișcior – Aurul 1-2
- Etapa 5: Aurul – Dacia Orăștie 4-0
- Etapa 6: Minerul Livezeni – Aurul 0-3
- Etapa 7: Aurul – Minerul Aninoasa 5-0
- Etapa 8: CFR Simeria – Aurul 0-2
- Etapa 9: Aurul – Casino Ilia 5-1
- Etapa 10: Constructorul Hunedoara – Aurul 2-1
- Etapa 11: Minerul Bărbăteni – Aurul 1-2
- Etapa 12: Aurul – Utilajul Petroșani 5-0
- Etapa 13: Favior Orăștie – Aurul 1-1
- Etapa 14: Aurul – Minerul Ghelari 3-1
- Etapa 15: Mineriul Teliuc – Aurul 1-2
- Etapa 16: Minerul Vulcan – Aurul 0-3
- Etapa 17: Aurul – Jiul Petrila 3-0
- Etapa 18: Victoria Călan – Aurul 2-2
- Etapa 19: Aurul – Metalul Crișcior 4-1
- Etapa 20: Dacia Orăștie – Aurul 1-1
- Etapa 21: Aurul – Minerul Livezeni 5-0
- Etapa 22: Minerul Aninoasa – Aurul 1-2
- Etapa 23: Aurul – CFR Simeria 4-0
- Etapa 24: Casino Ilia – Aurul 0-0
- Etapa 25: Aurul – Constructorul Hunedoara 1-0
- Etapa 26: Aurul – Minerul Bărbăteni 4-2
- Etapa 27: Utilajul Petroșani – Aurul 1-1
- Etapa 28: Aurul – Favior Orăștie 0-0
- Etapa 29: Minerul Ghelari – Aurul 1-0
- Etapa 30: Aurul – Minerul Teliuc 4-1

#### Aurul Brad în sezonul 1997-1998
Divizia D Hunedoara / Locul 1
- Etapa 1: Aurul – Minerul Ghelari 2-0
- Etapa 2: CFR Simeria – Aurul 0-1
- Etapa 3: Aurul – Casino Ilia 2-1
- Etapa 4: Victoria Călan – Aurul 3-0
- Etapa 5: Aurul – Constructorul Hunedoara 2-1
- Etapa 6: CSM Paroșeni-Vulcan – Aurul 1-0
- Etapa 7: Aurul – Metalul Crișcior 3-1
- Etapa 8: Minerul Aninoasa – Aurul 1-2
- Etapa 9: Aurul – Minerul Livezeni 3-0
- Etapa 10: Minerul Teliuc – Aurul 1-2
- Etapa 11: Aurul – Dacia Orăștie 2-0 (Baciu 63, Ungureanu 90 – pen.)
- Etapa 12: Retezatul Hațeg – Aurul 1-2
- Etapa 13: Aurul – Minerul Bărbăteni 5-3
- Etapa 14: Minerul Ghelari – Aurul 1-1
- Etapa 15: Aurul – CFR Simeria 1-0
- Etapa 16: Casino Ilia – Aurul 2-4 (Popa 21, Sava 51 / Toderiță 15 și 32, Șipoș 30, Maxim 35)
- Etapa 17: Aurul – Victoria Călan 2-0
- Etapa 18: Constructorul Hunedoara – Aurul 1-3
- Etapa 19: Aurul – FC Paroșeni-Vulcan 2-0 (Șipos 44, Baciu 90)
- Etapa 20: Metalul Crișcior – Aurul
- Etapa 21: Aurul – Minerul Aninoasa
- Etapa 22: Minerul Livezeni – Aurul 1-2
- Etapa 23: Aurul – Minerul Teliuc
- Etapa 24: Dacia Orăștie – Aurul 2-1 (Chira 41, Toth 63 / Iordache 87)
- Etapa 25: Aurul – Retezatul Hațeg 3-0 (neprezentare)
- Etapa 26: Minerul Bărbăteni - Aurul 3-0 (neprezentare)

#### Aurul Brad în sezonul 1998-1999
Divizia C / Seria 3 / Locul 15
- Etapa 1: Aurul – Minerul Certej 1-2 (Aslău 57 / Țibichi 7, Bozga 38)
- Etapa 2: Constructorul Craiova – Aurul 2-1
- Etapa 3: Aurul – Minerul Lupeni 3-2 (Șipoș 6 și 32, Toderiță 59 / Brăneciu 29 și 83)
- Etapa 4: Petrolul Țicleni – Aurul 1-0
- Etapa 5: Aurul – Minerul Mătăsari 2-1
- Etapa 6: Aluminiu Slatina – Aurul 3-0
- Etapa 7: Aurul – Șoimii Sibiu 1-4 (Aslău 88 / Munteanu 4, Huzoaică 17, Scridon 61, Tarcea 84)
- Etapa 8: Forestierul Stâlpeni – Aurul 1-0
- Etapa 9: Aurul – Flacăra Moreni 0-0
- Etapa 10: Progresul Caracal – Aurul 1-1
- Etapa 11: Aurul – Petrolul Stoina 3-2
- Etapa 12: Record Mediaș – Aurul 1-1
- Etapa 13: Aurul – Electroputere Craiova 0-0
- Etapa 14: Aurul – Minerul Uricani 2-0
- Etapa 15: Gloria Reșița – Aurul 2-0
- Etapa 16: Aurul – Pandurii Târgu Jiu 3-0 (Mihăilă 27, Achim 29, Văcaru 64)
- Etapa 17: Flacăra Râmnicu Vâlcea – Aurul 5-3
- Etapa 18: Aurul – Minerul Berbești 5-1 (Vereș 1, M. Lupea 5, Achim 40, Mihăilă 59, Gomoi 85 / David 18)
- Etapa 19: Petrolul Drăgășani – Aurul 1-0
- Etapa 20: Minerul Certej – Aurul 3-1 (Hanganu 11, Fartușnic 14 – pen și 63 – pen / Vereș 57)
- Etapa 21: Aurul – Constructorul Craiova 4-1 (Lazăr 13, 31 și 38 – pen, Mihăilă / Pătran 58)
- Etapa 22: Minerul Lupeni – Aurul 2-1
- Etapa 23: Aurul – Petrolul Țicleni 4-3 (Văcaru 27, Mihăilă 29 și 82, Aslău 63 / Șoșoi 65, Păsărin 83 și 85)
- Etapa 24: Minerul Mătăsari – Aurul 0-1
- Etapa 25: Aurul – Aluminiu Slatina
- Etapa 26: Șoimii Sibiu – Aurul 4-2
- Etapa 27: Aurul – Forestierul Stâlpeni 5-1
- Etapa 28: Flacăra Moreni – Aurul 2-0
- Etapa 29: Aurul – Progresul Caracal 3-0
- Etapa 30: Petrolul Stoina – Aurul 3-2
- Etapa 31: Aurul – Record Mediaș 3-1
- Etapa 32: Electroputere Craiova – Aurul 1-0
- Etapa 33: Minerul Uricani – Aurul 2-0
- Etapa 34: Aurul – Gloria Reșița 1-0 (Aslău 37)
- Etapa 35: Pandurii Târgu Jiu – Aurul 1-0
- Etapa 36: Aurul – Flacăra Râmnicu Vâlcea 0-1
- Etapa 37: Minerul Berbești – Aurul 4-1
- Etapa 38: Aurul – Petrolul Drăgășani 4-0 (Lazăr 21, Aslău 51 – pen și 77, Vereș 87)

#### Aurul Brad în sezonul 1999-2000
Divizia C / Seria 4 / Locul 10
- Etapa 1: Parângul Lonea - Aurul 1-0
- Etapa 2: Aurul - Universitatea Goldiș Arad 2-0
- Etapa 3: Telecom Timișoara - Aurul 2-1
- Etapa 4: Aurul - Minaur Zlatna 1-0
- Etapa 5: Caromet Caransebeș - Aurul 2-0
- Etapa 6: Aurul - Minerul Lupeni 3-1
- Etapa 7: Cuprirom Abrud - Aurul 0-0
- Etapa 8: Aurul - Telecom Arad 1-1
- Etapa 9: Minerul Uricani - Aurul 3-0
- Etapa 10: Aurul - CFR Timișoara 5-1
- Etapa 11: West Petrom Arad - Aurul 1-0 (Mihăilă 74 - aut.)
- Etapa 12: Aurul - Electrica Timișoara 2-0 (Goanță 50, Lazăr 52)
- Etapa 13: Mureșul Deva - Aurul 2-1 (Szidorak 9 și 22 / Frandeș 71)
- Etapa 14: Aurul – Minerul Certej 2-1
- Etapa 15: Gloria Reșița – Aurul 2-0
- Etapa 16: Aurul – Inter Arad 1-0 (Achim 34)
- Etapa 17: Metalurgistul Cugir – Aurul 1-0
- Etapa 18: Aurul – Parângul Lonea 2-3
- Etapa 19: Universitatea Goldiș Arad – Aurul 1-1 (Chetronie 42 / Zamă 17 - aut.)
- Etapa 20: Aurul - Telecom Timișoara 0-0
- Etapa 21: Minaur Zlatna - Aurul 2-2
- Etapa 22: Aurul - Caromet Caransebeș 2-1
- Etapa 23: Minerul Lupeni - Aurul 5-0
- Etapa 24: Aurul - Cuprirom Abrud 0-0
- Etapa 25: Telecom Arad - Aurul 3-2 (Volocaru 1, Mitu 50, Petruț 90 / Vereș 57, Tofănescu 65)
- Etapa 26: Aurul - Minerul Uricani 2-0
- Etapa 27: CFR Timișoara - Aurul 1-0
- Etapa 28: Aurul - West Petrom Arad 3-2
- Etapa 29: Electrica Timișoara - Aurul 0-1
- Etapa 30: Aurul - Mureșul Deva 3-2
- Etapa 31: Minerul Certej - Aurul 2-0
- Etapa 32: Aurul - Gloria Reșița 4-0 (Aslău 37)
- Etapa 33: Inter Arad – Aurul 0-3
- Etapa 34: Aurul – Metalurgistul Cugir 0-0

#### Aurul Brad în sezonul 2000-2001
Divizia C / Seria 6 / Locul 8
- Etapa 1: CFR Marmosim Simeria – Aurul 1-1
- Etapa 2: Aurul – Minerul Moldova Nouă 3-0
- Etapa 3: AS Poli Timișoara – Aurul 2-1
- Etapa 4: Aurul – Minerul Lupeni 0-1
- Etapa 5: Gloria Reșița – Aurul 0-1 (Vereș 34)
- Etapa 6: Aurul – Metalurgistul Cugir 3-1
- Etapa 7: Caromet Caransebeș – Aurul 1-1
- Etapa 8: Aurul – Ocna Mureș 2-0
- Etapa 9: Inter Petrila – Aurul 2-1
- Etapa 10: Aurul – Electrica Timișoara 1-0
- Etapa 11: Telecom Timișoara – Aurul 2-0
- Etapa 12: Aurul – Cuprirom Abrud 3-0
- Etapa 13: Minaur Zlatna – Aurul 4-2
- Etapa 14: Aurul – Minerul Certej 2-1
- Etapa 15: Minerul Uricani – Aurul 3-1
- Etapa 16: Aurul – CFR Marmosim Simeria 2-0
- Etapa 17: Minerul Moldova Noua – Aurul 1-0
- Etapa 18: Aurul – AS Poli Timișoara 1-0
- Etapa 19: Minerul Lupeni – Aurul 0-0
- Etapa 20: Aurul – Gloria Reșița 4-0
- Etapa 21: Metalurgistul Cugir – Aurul 3-1
- Etapa 22: Aurul – Caromet Caransebeș 0-1
- Etapa 23: Ocna Mureș – Aurul 3-1
- Etapa 24: Aurul – Inter Petrila 2-1
- Etapa 25: Electrica Timișoara – Aurul 5-1
- Etapa 26: Aurul – Telecom Timișoara 1-1
- Etapa 27: Cuprirom Abrud – Aurul 1-0
- Etapa 28: Aurul – Minaur Zlatna 2-0
- Etapa 29: Minerul Certej – Aurul 4-2
- Etapa 30: Aurul – Minerul Uricani 5-3

#### Aurul Brad în sezonul 2001-2002
Divizia C / Seria 6 / Locul 16
- Etapa 1: Mureșul Deva – Aurul Brad 3-1 (Ciba 12, 78, Popa 13 / Filipaș 57)
- Etapa 2: Aurul Brad – Telecom Arad 2-1 (Vereș 21, Surugiu 53 - pen. / Ardelean 3)
- Etapa 3: Tricotaje Ineu – Aurul Brad 2-1 (Pantea 27, Muntean 51 – pen / Filipaș 81)
- Etapa 4: Aurul Brad – Inter Petrila 0-0
- Etapa 5: Rapid CFR Teiuș – Aurul Brad 1-0 (Boar 60)
- Etapa 6: Aurul Brad – Dacia Orăștie 2-0 (Vereș 52, Socaci 85)
- Etapa 7: CFR Simeria – Aurul Brad 1-0 (Budeic 20 - pen.)
- Etapa 8: Aurul Brad – Minerul Lupeni 0-1 (Cizmașiu 28)
- Etapa 9: Cuprirom Abrud – Aurul Brad 1-0 (Popa 35)
- Etapa 10: Aurul Brad – Corvinul Hunedoara 0-0
- Etapa 11: ACU Arad – Aurul Brad 2-0 (Lung 33, Aslău 65)
- Etapa 12: West Petrom Arad - Aurul Brad 1-1 (Radu 73 / Bănărescu 38)
- Etapa 13: Aurul Brad - Metalurgistul Cugir 0-0
- Etapa 14: Soda Ocna Mureș - Aurul Brad 6-1 (Marina 12, 22, Mândroc 26, Miclea 42, 50, Ov. Maier 65 / Socaciu 53)
- Etapa 15: Aurul Brad - Minerul Certej 1-2 (Vereș 65 / Rădos 15, Tăgârță 70)
- Etapa 16: Aurul Brad – Deva 1-1
- Etapa 17: Telecom Arad – Aurul 1-0 (Ardelean 10)
- Etapa 18: Aurul – Tricotaje Ineu 3-1
- Etapa 19: Inter Petrila – Aurul 1-1
- Etapa 20: Aurul – Teiuș 5-0
- Etapa 21: Dacia Orăștie – Aurul 0-0
- Etapa 22: Aurul – CFR Simeria 0-0
- Etapa 23: Minerul Lupeni – Aurul 4-0
- Etapa 24: Aurul – Cuprirom Abrud 1-1
- Etapa 25: Corvinul Hunedoara – Aurul 3-0
- Etapa 26: Aurul – Astra Arad 2-1
- Etapa 27: Aurul - West Petrom Arad 2-0
- Etapa 28: Metalurgistul Cugir - Aurul 2-0
- Etapa 29: Aurul - Soda Ocna Mureș 3-0
- Etapa 30: Minerul Certej - Aurul 5-0

#### Aurul Brad în sezonul 2002-2003
Divizia C / Seria 6 / Locul 6
- Etapa 1: Dacia Orăștie – Aurul 1-3
- Etapa 2: Aurul – Minerul Certej 0-1
- Etapa 3: Metalurgistul Cugir – Aurul 1-1
- Etapa 4: Aurul – West Petrom Arad 0-1
- Etapa 5: CFR Simeria – Aurul 0-0
- Etapa 6: Aurul – ACU Arad 2-1
- Etapa 7: Telecom Arad – Aurul 0-0
- Etapa 8: Aurul – Minerul Vulcan 1-1
- Etapa 9: Aurul - Cuprirom Abrud 3-2
- Etapa 10: Rapid CFR Teiuș - Aurul 1-2
- Etapa 11: Aurul - Mureșul Deva 0-0
- Etapa 12: Jiul Petroșani - Aurul 3-1
- Etapa 13: Aurul - Inter Petrila 3-1
- Etapa 14: Electrica Timișoara - Aurul 1-0
- Etapa 15: Aurul - Minerul Uricani 2-0
- Etapa 16: Aurul – Dacia Orăștie 1-0
- Etapa 17: Minerul Certej – Aurul 2-0
- Etapa 18: Aurul – Metalurgistul Cugir 1-1
- Etapa 19: West Petrom Arad – Aurul 0-0
- Etapa 20: Aurul – CFR Simeria 0-0
- Etapa 21: ACU Arad – Aurul 4-0 (Pavel 50 – pen, Mariș 72, 78 și 89)
- Etapa 22: Aurul – Telecom Arad 4-0
- Etapa 23: Minerul Vulcan – Aurul 0-1
- Etapa 24: Cuprirom Abrud - Aurul 2-1
- Etapa 25: Aurul - Rapid CFR Teiuș 3-0
- Etapa 26: Mureșul Deva - Aurul 5-2
- Etapa 27: Aurul - Jiul Petroșani 1-4
- Etapa 28: Inter Petrila - Aurul 2-1
- Etapa 29: Aurul - Electrica Timișoara 3-1
- Etapa 30: Minerul Uricani - Aurul 2-4

#### Aurul Brad în sezonul 2003-2004
Divizia C / Seria 7 / Locul 6
- Etapa 1: Aurul - Unirea Sânnicolau Mare 1-0
- Etapa 2: Cuprirom Abrud - Aurul 1-0
- Etapa 3: Aurul - Hârtia Petrești 2-0
- Etapa 4: UM Timișoara - Aurul 3-0
- Etapa 5: CFR Timișoara – Aurul 1-1
- Etapa 6: Aurul – Minerul Bărbăteni 0-0
- Etapa 7: CFR Simeria – Aurul 2-1
- Etapa 8: Aurul – Inter Blaj 3-1
- Etapa 9: Minerul Lupeni - Aurul 2-1
- Etapa 10: Aurul - Kozara Vințu de Jos 1-1
- Etapa 11: CF Cugir 1939 - Aurul 1-1
- Etapa 12: Aurul - Soda Ocna Mureș 4-2
- Etapa 13: Dacia Orăștie - Aurul 2-1
- Etapa 14: Unirea Sânnicolau Mare - Aurul 4-1
- Etapa 15: Aurul - Cuprirom Abrud 2-0
- Etapa 16: Hârtia Petrești - Aurul 0-2
- Etapa 17: Aurul - UM Timișoara 4-2
- Etapa 18: Aurul – CFR Timișoara 1-0
- Etapa 19: Minerul Bărbăteni – Aurul 2-0
- Etapa 20: Aurul – CFR Simeria 3-0
- Etapa 21: Inter Blaj – Aurul 5-1
- Etapa 22: Aurul – Minerul Lupeni 0-2
- Etapa 23: Kozara Vințu de Jos – Aurul 0-1
- Etapa 24: Aurul - CF Cugir 1939 0-1
- Etapa 25: Soda Ocna Mureș - Aurul 4-2
- Etapa 26: Aurul - Dacia Orăștie 3-1

#### Aurul Brad în sezonul 2004-2005
Divizia C / Seria 7 / Locul 8
- Etapa 1: CS Deva II - Aurul 2-1
- Etapa 2: Aurul - Inter Blaj 1-1
- Etapa 3: Sparta Mediaș - Aurul 0-0
- Etapa 4: Aurul - Inter Petrila 2-0
- Etapa 5: Victoria Nădlac – Aurul 3-0
- Etapa 6: Aurul – Telecom Arad 2-1
- Etapa 7: Metalul Aiud – Aurul 2-0
- Etapa 8: Aurul – Minerul Vulcan 2-0
- Etapa 9: Soda Ocna Mureș - Aurul 1-1
- Etapa 10: Aurul - Universitatea Sibiu 4-0
- Etapa 11: Frontiera Curtici - Aurul 0-0
- Etapa 12: Aurul - Minerul Lupeni 1-2
- Etapa 13: Aurul a stat.
- Etapa 14: Aurul - CS Deva II 2-1
- Etapa 15: Inter Blaj - Aurul 3-0
- Etapa 16: Aurul - Sparta Mediaș 1-0
- Etapa 17: Inter Petrila - Aurul 1-1
- Etapa 18: Aurul – Victoria Nădlac 5-1
- Etapa 19: Telecom Arad – Aurul 3-0
- Etapa 20: Aurul – Metalul Aiud 1-0
- Etapa 21: Minerul Vulcan – Aurul 2-0
- Etapa 22: Aurul – Soda Ocna Mureș 2-1
- Etapa 23: Universitatea Sibiu – Aurul 2-2
- Etapa 24: Aurul - Frontiera Curtici 2-2
- Etapa 25: Minerul Lupeni - Aurul 4-0
- Etapa 26: Aurul a stat

#### Aurul Brad în sezonul 2021-2022
Liga 3 / Seria 7 / Locul 8 (golgheter: Iulian Tecsi - 8 goluri)
- Etapa 1: Aurul Brad – CSM Reșița 0–2
- Etapa 2: Viitorul Târgu Jiu II – Aurul Brad 0–0
- Etapa 3: Aurul Brad – Progresul Ezeriș 1–3 (Danciu 63)
- Etapa 4: Voința Lupac – Aurul Brad 2–1 (Danciu 51) (Tecsi - 78 pen.)
- Etapa 5: Aurul Brad – Gilortul Târgu Cărbunești 1–3
- Etapa 6: Pandurii Târgu Jiu – Aurul Brad 2–0
- Etapa 7: Aurul Brad – CS Municipal Deva 1–2 (Leaha 10)
- Etapa 8: Aurul Brad – Viitorul Șimian 0–1
- Etapa 9: Jiul Petroșani – Aurul Brad 1–0
- Etapa 10: CSM Reșița – Aurul Brad 4–0
- Etapa 11: Aurul Brad – Viitorul Târgu Jiu II 3–0 (Tecsi 23, Talpaș 53, I. Filipaș 90+2)
- Etapa 12: Progresul Ezeriș – Aurul Brad 3–0
- Etapa 13: Aurul Brad – Voința Lupac 1–1 (Leaha 62)
- Etapa 14: Gilortul Târgu Cărbunești – Aurul Brad 5–2 (Tecsi 27, I. Filipaș 90)
- Etapa 15: Aurul Brad – Pandurii Târgu Jiu 1–5 (Tecsi 82 - pen.)
- Etapa 16: CS Municipal Deva – Aurul Brad 2–1 (Leaha 36)
- Etapa 17: Viitorul Șimian – Aurul Brad 1–1 (I. Filipaș 11)
- Etapa 18: Aurul Brad – Jiul Petroșani 0–1

Play-out
- Etapa 1: Viitorul Șimian – Aurul Brad 3–0
- Etapa 2: Aurul Brad – Gilortul Tg. Cărbunești 3–0 (Miclean 38, I. Filipaș 40, 68)
- Etapa 3: Jiul Petroșani – Aurul Brad 1–2 (Șoit 20, Tecsi 77)
- Etapa 4: Aurul Brad – Viitorul Pandurii II 2–0 (Clemeniuc 35, Șoit 81)
- Etapa 5: Progresul Ezeriș – Aurul Brad 0–0
- Etapa 6: Aurul Brad – Viitorul Șimian 3–2 (I. Filipaș 15, Tecsi 56 - pen., Danciu 90+1)
- Etapa 7: Gilortul Tg. Cărbunești – Aurul Brad 1–0
- Etapa 8: Aurul Brad – Jiul Petroșani 2–0 (Leucian 69, Tecsi 82 - pen.)
- Etapa 9: Viitorul Pandurii II – Aurul Brad 0–2 (Pașca 10, Danciu 12)
- Etapa 10: Aurul Brad – Progresul Ezeriș 2–1 (Leaha 61, Tecsi 87)

#### Aurul Brad în sezonul 2022-2023
Liga 3 / Seria 7 / Locul 9 
- Etapa 1: Aurul Brad – CSM Deva 1-3 (Tecsi 42 - penalty)
- Etapa 2: Gilortul Târgu Cărbunești – Aurul Brad 4–3 (Tecsi 7 - penalty, 36, Ad. Achim 70)
- Etapa 3: Aurul Brad – Voința Lupac 1–3 (Șoit 60)
- Etapa 4: Aurul Brad - Retezatul Hațeg 1–1 (Leaha 25)
- Etapa 5: Viitorul Șimian - Aurul Brad 5-0
- Etapa 6: Aurul Brad - ACSO Filiași 1-2 (I. Filipaș 18)
- Etapa 7: Viitorul Târgu Jiu II - Aurul Brad 3-2 (Ad. Achim 38, Trășcan 74)
- Etapa 8: Aurul Brad – Progresul Ezeriș 1–1 (R. Cristian 19 - penalty)
- Etapa 9: Jiul Petroșani – Aurul Brad 7–0
- Etapa 10: CSM Deva – Aurul Brad 5-3 (I. Filipaș 19, 57, 76)
- Etapa 11: Aurul Brad – Gilortul Târgu Cărbunești 1-2 Tecsi 50 - penalty)
- Etapa 12: Voința Lupac – Aurul Brad 4–0
- Etapa 13: Retezatul Hațeg - Aurul Brad 1-2 (Trășcan 26, I. Filipaș 35)
- Etapa 14: Aurul Brad - Viitorul Șimian 1–6 (Tuhuț 28)
- Etapa 15: ACSO Filiași - Aurul Brad 8-0
- Etapa 16: Aurul Brad - Viitorul Târgu Jiu II 6-0 (Leaha 6, 38, Trășcan 12, Tecsi 16 - penalty, 63 penalty, M. Achim 76)
- Etapa 17: Progresul Ezeriș – Aurul Brad 1–2 (Leaha 74, Tecsi 76)
- Etapa 18: Aurul Brad – Jiul Petroșani 2-0 (M. Achim 49, Tecsi 80)

Play-out
- Etapa 1: Aurul Brad - Retezatul Hațeg 2–0 (Tecsi 72, Mihăesc 90+1)
- Etapa 2: Viitorul Târgu Jiu II - Aurul Brad 2-3 (Tecsi 6, 51, Trășcan 36)
- Etapa 3: Aurul Brad - Jiul Petroșani 0-4
- Etapa 4: Voința Lupac - Aurul Brad 1-2
- Etapa 5: Aurul Brad - Progresul Ezeriș 0–0
- Etapa 6: Retezatul Hațeg - Aurul Brad 2-0
- Etapa 7: Aurul Brad - Viitorul Târgu Jiu II 0-1
- Etapa 8: Jiul Petroșani - Aurul Brad 0-3 (la masa verde)
- Etapa 9: Aurul Brad - Voința Lupac 1–5
- Etapa 10: Progresul Ezeriș - Aurul Brad 2-5

#### Aurul Brad în sezonul 2023-2024
Liga 4  
- Etapa 1: Retezatul Hațeg - Aurul Brad 2-4 (Marcu 56, R. Cristian 85 / Tecsi 14, 44 și 60, I. Filipaș 78)
- Etapa 2: Aurul Brad - CSM Vulcan 4-1 (Tecsi 12 și 87, I. Filipaș 81 și 84 / Chircă 79)
- Etapa 3: CSC Sântămăria Orlea - Aurul Brad 1-2 (Lupulescu 74 / I. Filipaș 10, Tecsi 87)
- Etapa 4: Aurul Brad - Minerul Uricani 14–0 (Tecsi 8, 21, 36, 45, 56, 71 și 82, Chelariu 37 și 87, Pașca 55 și 77, Șoit 64 și 80, Schifirneț 84)
- Etapa 5: Minerul Lupeni - Aurul Brad 5-4 (Prem 11, Băcăran 12, Mazilu 24, Belei 74, Harangozo 83 / Tecsi 4, 58 și 69, Șoit 41)
- Etapa 6: Aurul Brad - CSM Deva 7-0 (I. Filipaș 52, 72 și 90, Lehel 55 și 75, Chelariu 82, Achim 87)
- Etapa 7: Victoria Călan - Aurul Brad 3-6 (Ilinca 54, Rostaș 74, Rezmives 86 / Șoit 22, Baciu 26 - aut., Tecsi 41, 51, 72 șo 81)
- Etapa 8: Aurul Brad – Inter Petrila 6–2 (I. Filipaș 14 și 25, Tecsi 35, 43 și 52, Șoit 38 / Diaconu 62, Motoca 66)
- Etapa 9: Aurul Brad - Șoimul Băița 7–0 (Tecsi 6, 29 și 48, I. Filipaș 11, Chelariu 30, Leaha 75, Șoit 78)
- Etapa 10: Dacia Orăștie – Aurul Brad 2-2 (Noja 2 și 13 / I. Filipaș 47, Șoit 69)
- Etapa 11: Aurul Brad – Gloria Geoagiu 2-1 (Tecsi 16, Leaha 72 / Cîrdei 53)
- Etapa 12: Aurul Brad - Retezatul Hațeg 1-0 (Tecsi 90+7)
- Etapa 13: CSM Vulcan - Aurul Brad 2-2 (Burlan 58, Pârvulescu 90+2 / Tecsi 49 și 76)
- Etapa 14: Aurul Brad - CSC Sântămăria Orlea 5-2 (Pașca 34, I. Filipaș 67 și 87, Tecsi 73 și 78 / Pușcă 41 și 56)
- Etapa 15: Minerul Uricani - Aurul Brad 1-12 (Stănilă 65 - aut. / Miclean 12, 38 și 76, Tecsi 25, 45, 53, 57, 64, 75 și 88, Pașca 35 și 49)
- Etapa 16: Aurul Brad - Minerul Lupeni 1-1 (Tecsi 23 / Matei 34)
- Etapa 17: CSM Deva - Aurul Brad 2-5 (Șoit 2, Tecsi 7 și 28, I. Filipaș 54, Chelariu 74)
- Etapa 18: Aurul Brad - Victoria Călan
- Etapa 19: Inter Petrila - Aurul Brad
- Etapa 20: Șoimul Băița - Aurul Brad
- Etapa 21: Aurul Brad - Dacia Orăștie
- Etapa 22: Gloria Geoagiu - Aurul Brad

## Cronologia numelor
| Perioada     | Nume           |
| ------------ | -------------- |
| 1934–1950    | Mica Brad      |
| 1950–1957    | Metalul Brad   |
| 1957         | Progresul Brad |
| 1957–2023    | Aurul Brad     |
| 2023–prezent | CSM Aurul Brad |

## Stadion

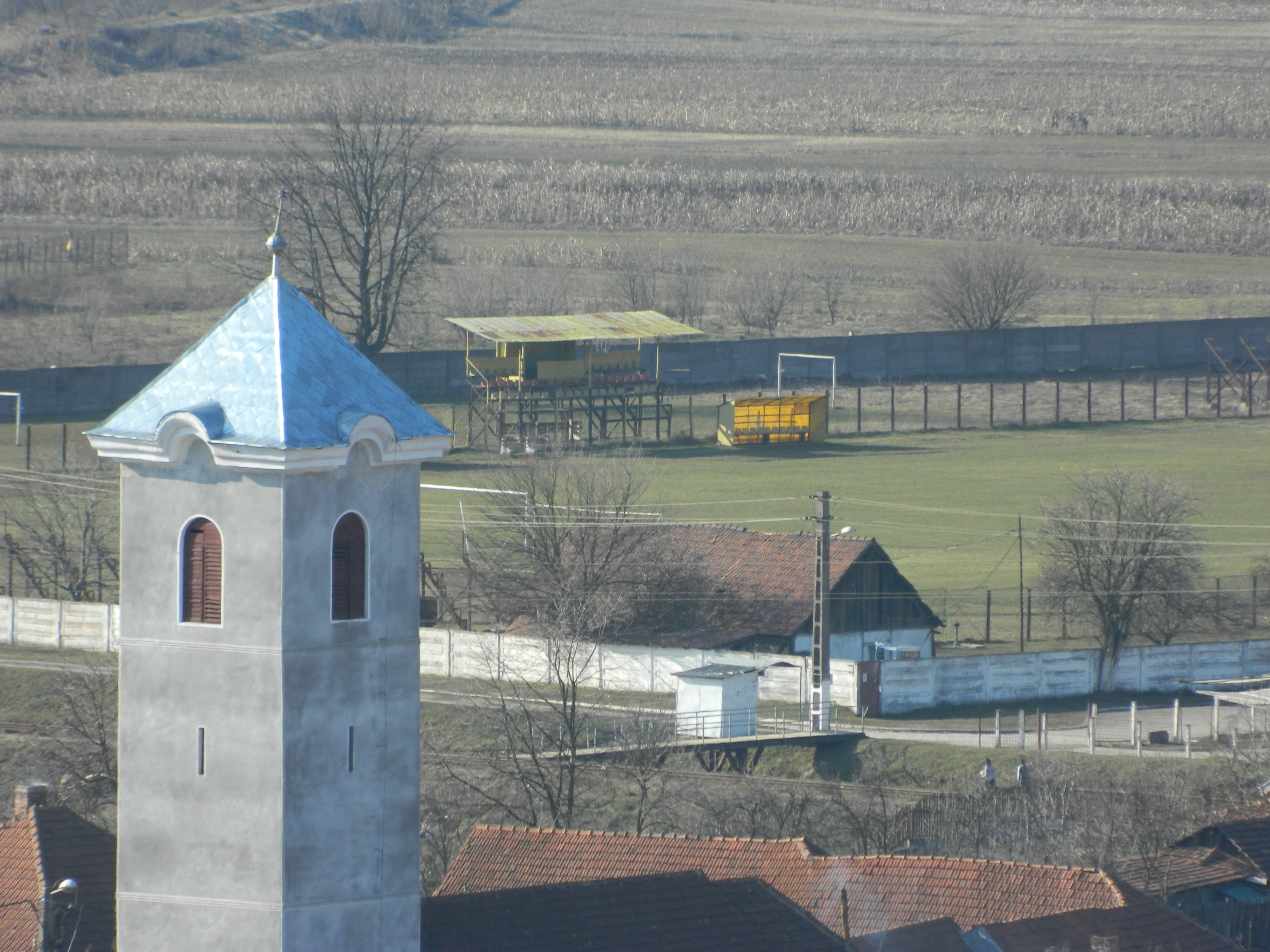
Stadion Aurul Brad

Echipa își joacă meciurile de acasă pe Stadionul Aurul, care este un stadion polivalent din Brad, România. Este folosit mai ales pentru meciuri de fotbal și este terenul de acasă al Aurul Brad. Stadionul are o capacitate de 1.500 de persoane.
Înainte de inaugurarea stadionului din Brad, Aurul a jucat la Gura Barza, pe stadionul omologat pe 29 iulie 1935.

## Palmares

### Competiții naționale
Liga I
- Locul 5 (1): 1940-41

 Liga II
 Campioni (1): 1939–40
 Liga III
 Campioni (3): 1959-60, 1975–76, 1989–90
 Vicecampioni (1): 1937-1938
 Liga IV – Județul Hunedoara
 Campioni (3): 1996–97, 1997–98, 2020–21
 Vicecampioni (4) 1994–95, 2008–09, 2009–10, 2011–12
 Campionatul Regional Hunedoara:
 Campioni (3): 1934-1935, 1964–65, 1966–67
 Vicecampioni (3) 1963–64, 1965–66, 1967–68
 Cupa României – Județul Hunedoara
 Câștigători (2): 2012–13 (1-0 cu Retezatul Hațeg), 2020-2021 (6-4 cu CSM Mihai Viteazu Vulcan)
 Finaliști (1): 2018–19
Supercupa României – Județul Hunedoara
 Câștigători (1): 2012–13 (1-0 cu Universitatea Petroșani)
 Cupa României
- Semifinale (1): 1941-42

## Meciurile internaționale ale Aurului
- Primul meci internațional la 12 aprilie 1936: Mica Brad - A.K. Sloga Kikinda (Iugoslavia), scor 1-5 (0-3). Punctul nostru a fost marcat de Florea.

Formația: Mocuta - Zaslau, Sturek - Trifu - Nedici, Haiduc - Florea, Maier, Aliman, Bortos, Taucean
- 2 iunie 1938: Mica Brad - Z.S.A.K. Subotita (Iugoslavia), scor 5-1.

Formația: Mocuta - Asparuh, David Nicolae - Teodorescu, Fusoi, Vela - Cheresledean, Birlea, Pop, Popa Virgil, Pascu
- 1975: Aurul Brad - F.K. Kikinda (Iugoslavia) 2-1
- 1975: Aurul Brad - Tatabanya (Ungaria) 4-1
- 1978: Aurul Brad - A.N.S.A.R. Beirut (Liban) 3-3
- Aurul - Racing Beirut (Liban) 1-2 (Ciontoș / Opik, Zkarahi)
- Aurul - Elore Spartakus Bekescsaba (Ungaria) 2-1 (Golda, Gabor / Vozak)

Turneu în Ungaria
- 12 februarie 1980: Tatabanya - Aurul 0-0
- 13 februarie 1980: Esztergom - Aurul 0-0
- 14 februarie 1980: Komep - Aurul 1-1
- 16 februarie 1980: Oroszlanyi Banyasz - Aurul 0-0

## Lotul actual de jucători
| Nr. |         | Poziție | Jucător               |
| --- | ------- | ------- | --------------------- |
| 99  | România | P       | Marius Ilea           |
| 44  | România | P       | Jurca Bogdan          |
|     | România | P       | Gabriel Pricop        |
|     | România | P       | Mircea Bogdan         |
|     | România | F       | Deak Alexandru        |
| 18  | România | F       | Andrei Șoit           |
|     | România | F       | Adrian Achim          |
|     | România | F       | Raul Demian           |
|     | România | F       | Furdui Dorin          |
|     | România | F       | Cozma Valentin Bogdan |
| 11  | România | F       | Viorel Miclean        |
|     | România | F       | Stănilă Andrei        |

| Nr. |         | Poziție | Jucător            |
| --- | ------- | ------- | ------------------ |
| 8   | România | M       | Ciprian Bostan     |
|     | România | M       | Dan Rucăreanu      |
| 2   | România | M       | Flaviu Chelariu    |
| 5   | România | M       | Mihai Leaha        |
| 20  | România | M       | Dragoș Danciu      |
|     | România | M       | Ovidiu Dumitraș    |
|     | România | M       | Mihai Cătană       |
| 10  | România | M       | Alexandru Pașca    |
| 6   | România | M       | Alexandru Mihăiesc |
| 91  | România | A       | Iulian Tecsi       |
| 9   | România | A       | Vlăduț Tuhuț .     |

## Oficialii clubului
| Rol        | Nume                    |
| ---------- | ----------------------- |
| Proprietar | Municipiul Brad         |
| Director   | Bolcu Marius-Constantin |

| Rol               | Nume              |
| ----------------- | ----------------- |
| Antrenor          | Mihai Leaha       |
| Antrenor Asistent | Radu Emil Polvrea |

## Foști Jucători

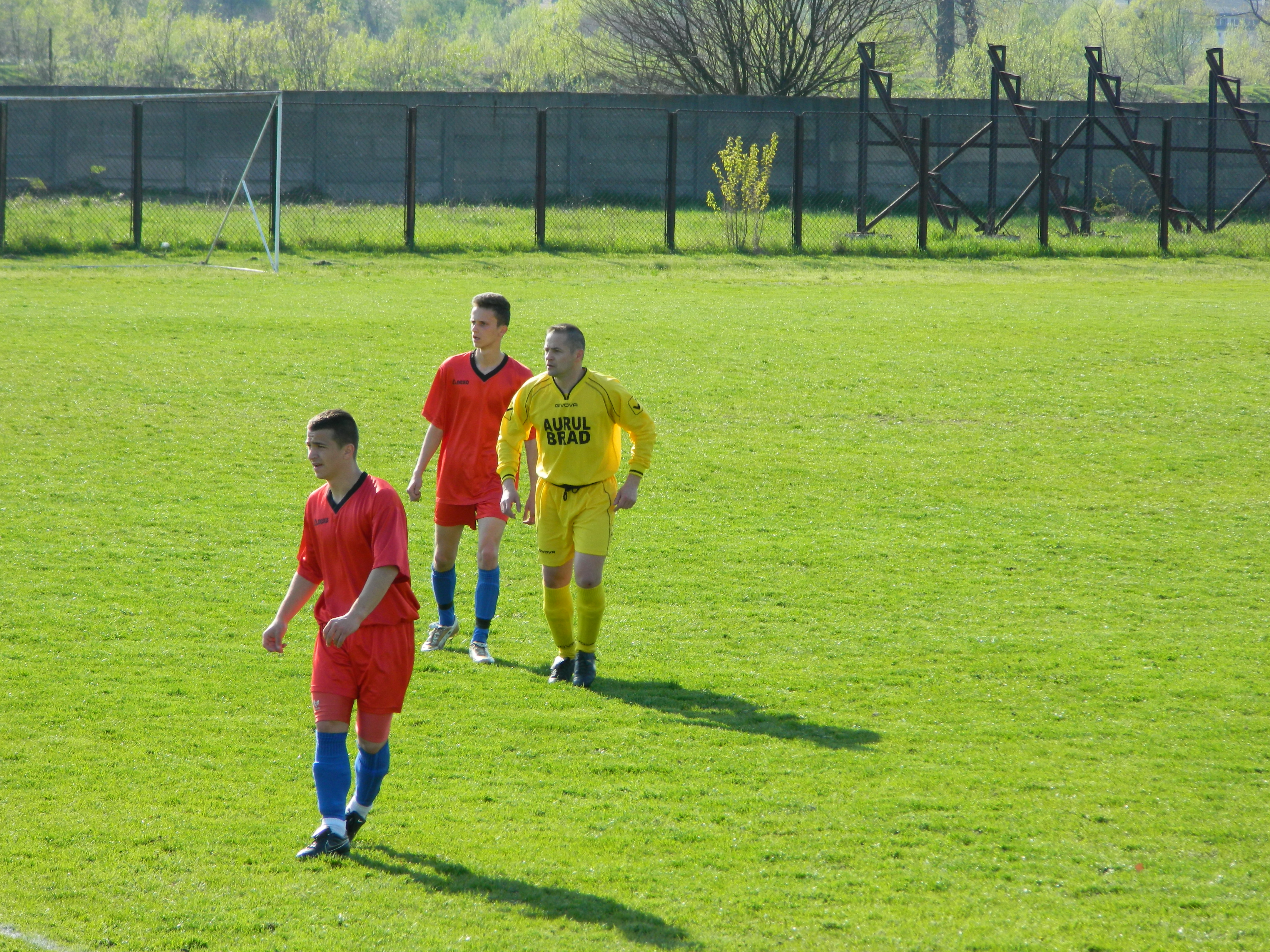
Codrut Mihaila

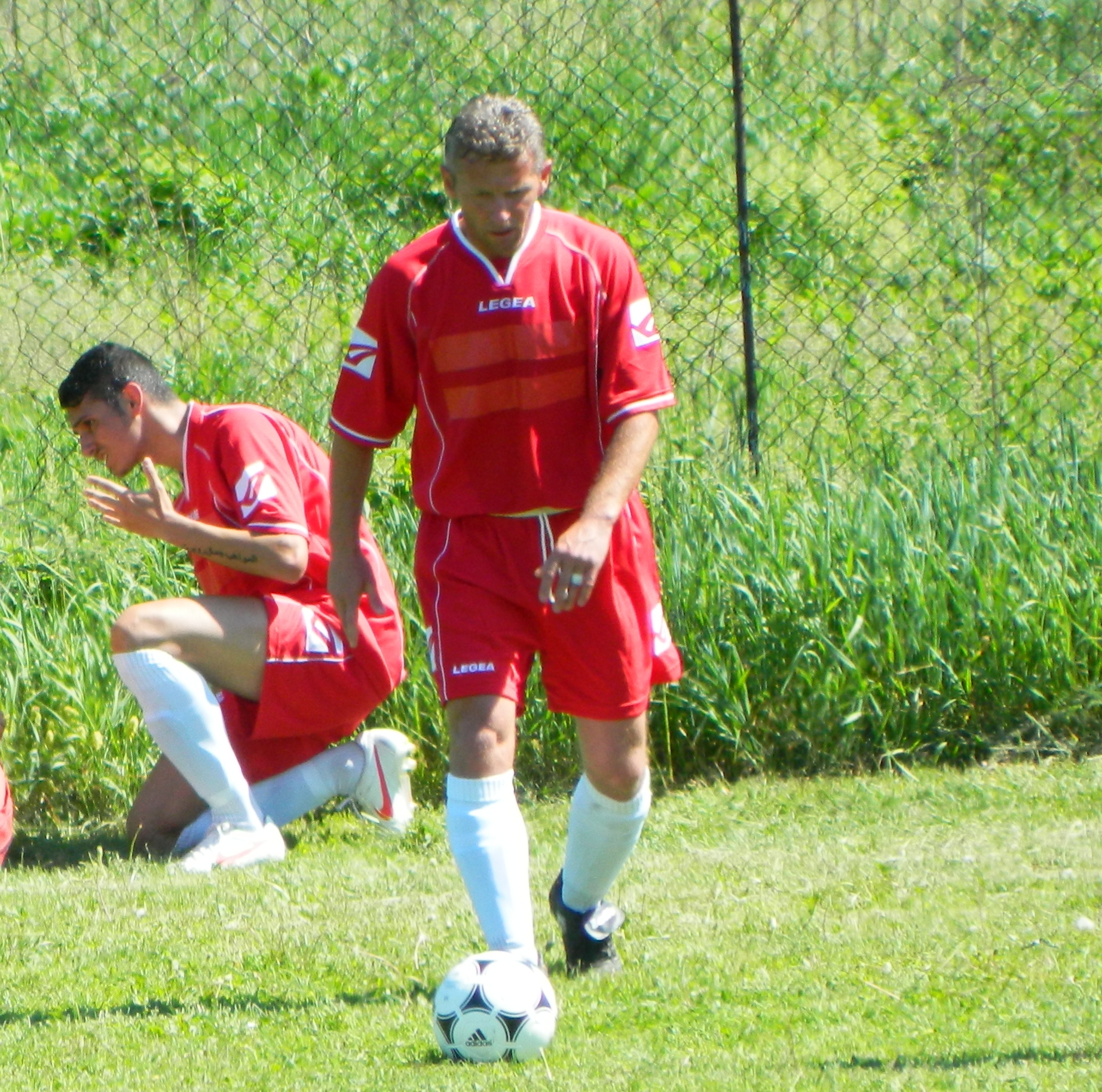
Alin Gomoi

- Nicolae Seliuc
- Traian Rudisuli
- Ioan Sasu
- Ioan "Roger" Bogdan
- Cornel Andrei
- Ilie Neagu
- Onorel Steluță
- Niculae Țânțăreanu
- Sorin Costar
- Florin Gavrilă
- Florin Văcaru
- Florea Merlă
- Octavian Balaj
- Florin Berindei
- Emil Polvrea
- Lucian Tetileanu
- Constantin Sirghea
- Daniel Orbeanu
- Octavian Ungureanu
- Robert Cristian Trif
- Michael Klein
- Florin Dubinciuc
- Codruț Mihăilă
- Gelu Badea
- Florin Maxim
- Radu Filipas
- Cantemir Buciuman
- Gheorghe Petrisor
- Virgil Stoica
- Marin Ormenisan
- Mircea Murar
- Ladislau "Sobi" Ghita
- Florin Dubinciuc
- Petre Schiopu
- Gica Georgescu
- Gheorghe Iordache
- Adrian Mag
- Victor Oncu
- Ioan Nan
- Victor Galusca
- Dan Ciontos
- Riscuta Ioan

## Foști Antrenori

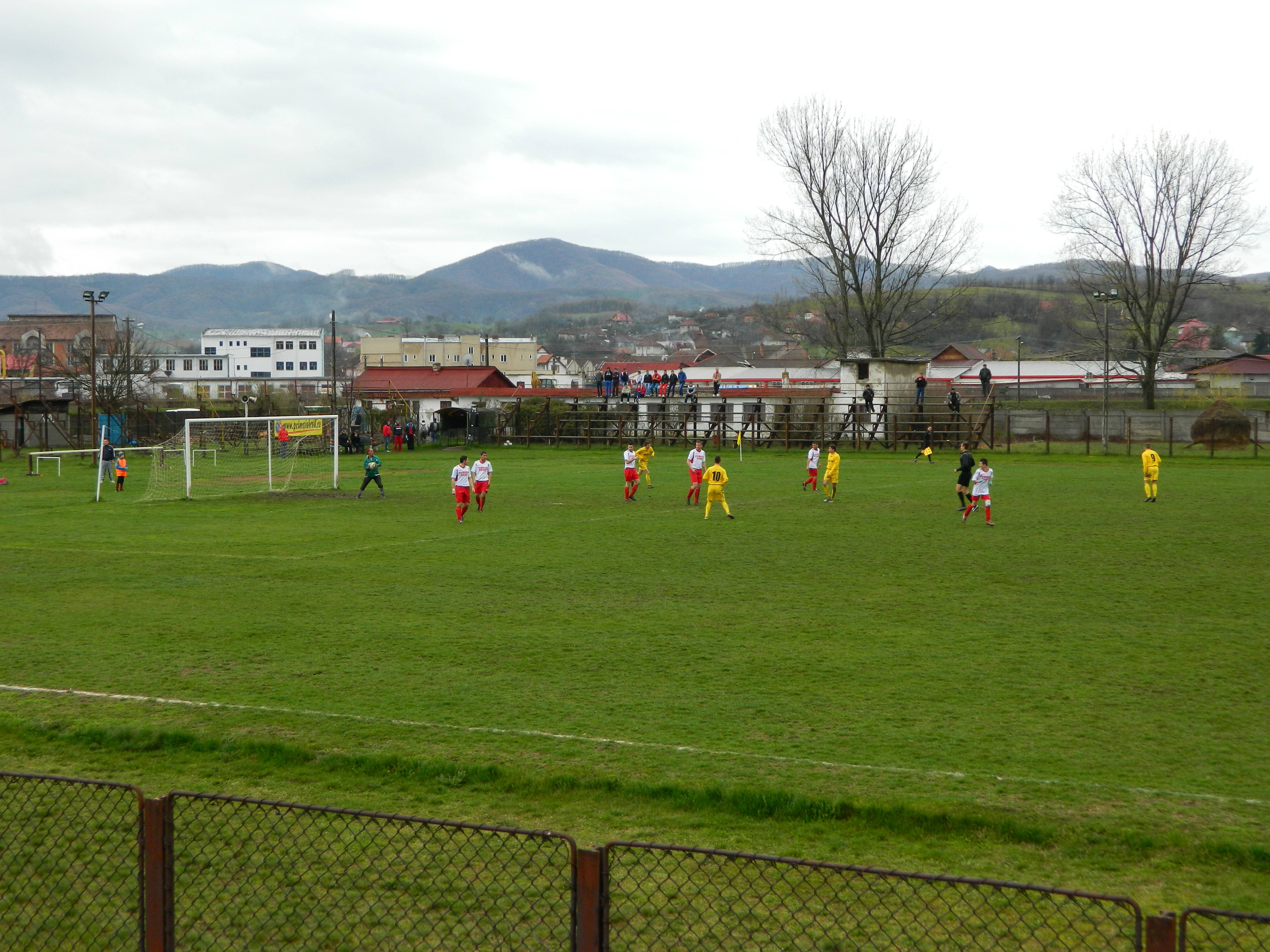
Aurul - Victoria Calan 4-0

- Gheorghe Petrișor
- Jackie Ionescu
- Zoltan Crișan
- Traian Rudisuli
- Ladislau Vlad
- Dumitru Borcau
- Ioan Aliman